# Conquista de Navarra
La conquista de Navarra fue el proceso de anexión del Reino de Navarra por parte del de Castilla que transcurrió entre los siglos XII y XVI. Sería en el siglo XII —después de que la nobleza navarra reinstaurase el reino en 1134— mediante una serie de tratados acordados entre el Reino de Castilla y la Corona de Aragón para repartirse Navarra entre ambos. Ya en el año 1200 una sucesión de conquistas castellanas arrebató a Navarra sus territorios occidentales de Álava, Guipúzcoa y el Duranguesado, y con ello su costa peninsular. La conquista del resto de la Navarra peninsular —ideada, promovida y ejecutada por el rey de Aragón  Fernando el Católico— culminó en el siglo XVI anexionándola, también, al reino de Castilla. La Baja Navarra rechazó esa invasión, logrando mantenerse como reino independiente hasta el siglo XVII.
Después de que el rey de Navarra Enrique III ascendiera al trono francés con el nombre de Enrique IV y ambas coronas fuesen asumidas por una misma persona, en 1620, el rey francés Luis XIII –también rey de Navarra como Luis II– impuso, manu militari, la anexión de Navarra a la Corona francesa. A finales del siglo XVIII, inducida por la Revolución francesa, Francia despojó a la Baja Navarra de su cualidad de reino. En 1833, el Gobierno de España desposeyó tanto a la Navarra española, como al resto de reinos, principados y señoríos que componían la monarquía, de su condición de tales, pasando el país a dividirse en provincias. 
Sin embargo, Navarra se mantuvo como una sola provincia y hasta la Constitución española de 1876 mantuvo en buena medida sus fueros (mediante la Ley Paccionada Navarra). Posteriormente se conservó simplemente un Convenio Económico, hasta la Constitución española de 1978, que devolvió la autonomía al antiguo reino, si bien dejando abierta la posibilidad de que se uniese al País Vasco por decisión del Órgano Foral competente ratificada por un referéndum expresamente convocado al efecto.
Al morir sin descendencia Alfonso el Batallador, rey de Pamplona y Aragón, en 1135, se produjo la restauración del reino de Pamplona por decisión de sus nobles. Tras esta restauración, las relaciones de los tres reinos vecinos fueron de constantes incursiones. En este siglo XI el Reino de Castilla y el de Aragón, de forma reiterada, pactaron repartirse el Reino de Pamplona, en los que como línea divisoria se marcaba el río Arga. En varias ocasiones estos tratados se firmaron tras incursiones pamplonesas. Con Sancho VI el Sabio hay constancia de que se denominaba ya de forma escrita como Reino de Navarra, y entonces se produjeron las pérdidas del Señorío de Vizcaya, la Bureba y la Rioja, en parte debidas a la fidelidad cambiante de sus nobles y también por las incursiones armadas del castellano. Al finalizar el siglo, con Sancho VII el Fuerte tuvo lugar la pérdida del Duranguesado, el resto de Álava y Guipúzcoa por invasión de su territorio, aunque en la historiografía hay discrepancia del grado de resistencia o colaboración.
A partir de entonces hubo un periodo de consolidación territorial, con numerosas tensiones internas y, en concreto, el surgido con los reyes de origen francés de las dinastías Champaña y Capeta que no se querían someter a los usos y costumbres del reino, con graves enfrentamientos con los infanzones navarros que les obligaban a ello. En estos conflictos, los reinos colindantes mantuvieron su injerencia política y militar, frecuentemente con alianzas con la nobleza navarra. Los enfrentamientos culminaron con la guerra de la Navarrería en que la ciudad de la Navarrería fue totalmente destruida.
En el siglo XV se dio la división en facciones en una guerra civil, nuevamente con la intromisión de los reinos vecinos, y que llevaron también a la pérdida de la comarca de Laguardia y Los Arcos a manos de los castellanos. Al final de este siglo se situarían tropas castellanas en distintos puntos, que controlaban en la práctica el reino y que fueron expulsadas al comienzo del siglo XVI. En el año 1512 el rey de Aragón Fernando el Católico decidió la invasión definitiva del reino de Navarra, que efectuó a lo largo del verano con relativa celeridad, aunque con distintas resistencias. Posteriormente se produjeron varios intentos de recuperar el reino por los reyes Juan III de Albret y Catalina de Foix. La primera, en otoño de ese mismo año con ayuda del Reino de Francia. La segunda en 1516, sin esa ayuda. Y la tercera y con gran éxito inicial, en 1521, aprovechando el desguarnecimiento del reino por las tropas castellanas enfrascadas en la guerra de las Comunidades de Castilla, en la que se produjo un alzamiento generalizado y la incursión de tropas franco-navarras. La no consolidación de la posición, acudiendo a sitiar Logroño y la rápida restauración del ejército castellano llevó al fracaso, sentenciado en la batalla de Noáin. Posteriormente se produjeron unas resistencias en algunos puntos que motivaron al abandono por parte de los castellanos de la Baja Navarra, mientras se consolidaba el dominio en la Alta Navarra.

## Antecedentes: conflictos territoriales en elsigloXI
El primer tercio del siglo XI vio la crisis y desintegración del Califato de Córdoba, que coincidió con el reinado del rey Sancho Garcés III (1004-1035). El condado de Castilla aprovechó para aumentar su territorio, mientras que Sancho aseguró las posiciones en la frontera de la taifa de Zaragoza, en las comarcas de Loarre, Funes, Sos, Uncastillo, Arlas, Caparroso y Boltaña. Fortaleció sus relaciones con Castilla y antes de 1011 se casó con Muniadona, hija del conde de Castilla Sancho García. En 1016 realizó con su tío y suegro Sancho García un acuerdo en cuanto a límites entre el Condado de Castilla y el Reino de Pamplona y los ámbitos de expansión, quedando para Pamplona la expansión hacia el sur y el este, la zona oriental de Soria y el valle del Ebro, incluidas las comarcas zaragozanas. No hay documentación directa en cuanto a estos límites exactos. El territorio heredado del reino de Pamplona (regnum Pampilonense) estaba formado por 15.000 km² de Pamplona, Nájera y Aragón, hasta llegar al Condado de Sobrarbe. con dos círculos de vasallos reales los señores pamploneses y los aragoneses tradicionalmente diferenciados.
Los años siguientes vieron la expansión del reino de Pamplona. Entre 1017 y 1025 se apoderó del Condado de Ribagorza aprovechando un litigio sucesorio. En 1029 fue asesinado el conde García Sánchez de Castilla, su hermana Muniadona pasó a ser condesa de Castilla y su marido el rey Sancho el verdadero gobernante del territorio, designando a su hijo Fernando como conde.
A su muerte en 1035 el reino de Pamplona había alcanzado su máxima extensión. En su testamento, reservó al primogénito García el reino de Pamplona, con el título real con todo su patrimonio a él anejo hasta entonces, Pamplona, Aragón y tierras de Nájera. El resto del patrimonio, herencia de su esposa Mayor o derecho de conquista, era de más libre disposición: el legado de su esposa Muniadona se repartió entre los hijos legítimos, así García recibió el territorio noreste del Condado de Castilla (Castella Vetula, la Bureba, Oca...) y el condado de Álava (las tierras vizcaínas, duranguesas y alavesas), y a Fernando conde de Castilla, el resto del territorio; como régulos supeditados a García estaban Ramiro en el condado de Aragón y ciertas poblaciones dispersas por la geografía pamplonesa, y Gonzalo en los territorios de Sobrarbe y Ribagorza que su muerte pasarían a Ramiro. 

La península ibérica en 1037. Con la aparición de los reinos de Castilla y Aragón que irán rompiendo la vinculación con el de Pamplona.

El rey García Sánchez III de Pamplona (1035-1054) sometió a su hermano Ramiro en la batalla Tafalla en 1043, y logró tomar Calahorra en 1044. Apoyó a su hermano Fernando contra el rey Bermudo III de León, obteniendo el territorio que iba desde Santander a los montes de Oca, incluyendo Álava, Vizcaya, Durango y Guipúzcoa, pero al conseguir Fernando I el reino de León, esta situación convirtió teóricamente a García Sánchez III vasallo de su hermano en lo relativo a los territorios del condado de Castilla que habían sido repartidos por parte de la herencia materna. Sin embargo, el pamplonés probablemente interpretó que esos territorios habían pasado a ser una extensión de su reino, y las relaciones se deterioraron hasta el punto de enfrentarse los dos hermanos en la batalla de Atapuerca en septiembre de 1054, donde murió el rey de Pamplona. La derrota en esta batalla hizo perder a Pamplona las tierras de Castella Vetula, la Bureba y la cuenca alta del río Tirón. aunque el reino de Pamplona seguía conservando Álava, Vizcaya y el Bajo Tirón.
Su hijo Sancho Garcés IV (1054-1076) tuvo que afrontar la disposición de Sancho Ramírez de Aragón de librarse de la dependencia de Pamplona, haciéndose vasallo del papa en 1068; y sobre todo, la presión de Castilla, en la guerra de los Tres Sanchos, Castilla recuperó los Montes de Oca, Pancorbo y la Bureba. El 4 de junio de 1076, se llevó a cabo un complot que llevó al asesinato del rey Sancho Garcés IV de Pamplona, al ser despeñado en Peñalén, junto a Funes, por parte de su hermano Ramón y su hermana Ermesinda. En la conspiración también debieron de participar los dos reinos vecinos. Hasta el momento de su muerte el reino de Pamplona contaba con los territorios de Vizcaya, Álava y la Tierra Najerense.

Reparto del Reino de Pamplona tras la muerte de Sancho IV el de Peñalén. en 1076
Zona ocupada por Alfonso VI de Castilla
Zona ocupada por Sancho Ramírez de Aragón
Condado de Navarra, tenido por el monarca aragonés en homenaje al castellano

Inmediatamente después el reino se lo repartieron sus dos vecinos. El rey de León y Castilla Alfonso VI, primo de todos ellos, pasó a controlar La Rioja hasta Nájera y Calahorra; y recuperó para Castilla el Señorío de Vizcaya, Álava; el Duranguesado; una gran parte de Guipúzcoa y la orilla derecha del bajo Ega, al parecer con el apoyo de los linajes de la zona. Por su parte el rey aragonés, Sancho Ramírez, primo también por línea bastarda, hizo lo propio con el resto del territorio pamplonés, con el apoyo de la nobleza nuclear pamplonesa que le aceptó como rey. De esta forma, el río Ega fue la frontera en la que quedó dividido el reino. Las pretensiones expansionistas de Alfonso VI fueron frenadas por la derrota en la batalla de Zalaca (1085) contra los almorávides, lo que le llevó a reconocer a su primo Sancho Ramírez el núcleo territorial del reino de Pamplona: las tierras de Montaña, las situadas al este del río Aragón, con Sangüesa, los situados al norte del río Irati, la cuenca de Pamplona y las conquistas en la Ribera, y se creaba el "condado de Navarra" porque el rey de Pamplona prestaría homenaje a al rey de Castilla. Sancho Ramírez y su sucesor Pedro I (1094-1104) se centraron entonces en expandirse al territorio musulmán en el valle del Ebro y el valle del Cinca, apuntalando posiciones hacia Tudela y Zaragoza. 
El siguiente rey, Alfonso I el Batallador (1104-1134), se desposó en 1109 con la reina Urraca de León, pero la incompatibilidad de caracteres de los cónyuges condujo a una guerra civil en Castilla, en la que Alfonso el Batallador conservó los territorios que le apoyaron, como fueron Vizcaya, Álava (reunidos en la junta de Argote), Rioja y otros de Burgos. El matrimonio fue anulado en 1112, y el rey de Aragón y Pamplona rápidamente llevó la frontera con el islam al río Ebro: entre 1118 y 1120 conquistó Zaragoza, Tudela, Tarazona, Calatayud y Daroca. Tras el fallecimiento de la reina Urraca en 1126, su hijo Alfonso VII concentró sus pretensiones en el territorio de Alfonso el batallador. En 1127 mediante mediación se acordó el Pacto de Támara, con el fin de evitar el enfrentamiento de las tropas de Pamplona y Aragón con las castellano-leonesas. En este pacto Alfonso el Batallador renunciaba al título de emperador y se delimitaron las fronteras entre los reinos de Castilla y los de Pamplona y Aragón con devolución de alguno de los territorios a Castilla, retirada esta que Alfonso I efectúo con lentitud. En este pacto quedaba en territorio pamplonés los de Vizcaya, Álava, Guipúzcoa, Belorado, Soria y San Esteban de Gormaz. 
Alfonso I el Batallador falleció el 7 de septiembre de 1134. El territorio por él controlado había pasado de 24.000 km² a unos 52.000 km², de ellos 8.000 pasaron a Castilla para la monarquía pamplonesa y más de 20.000 km² a los almorávides. La muerte sin hijos legítimos marcaría la separación de nuevo entre el reino de Pamplona y Aragón.

## Restauración del Reino y pérdidas de territorio
| Tratados entre Castilla y Aragón. A partir del siglo XII, tras la muerte de Alfonso el Batallador en 1134 y finalizada la unión dinástica de Pamplona y Aragón, se celebran varios tratados, donde se deja por escrito la intención de repartirse el Reino de Navarra entre el Reino de León y Castilla y la Corona de Aragón. En estos acuerdos, el Reino, una vez conquistado, sería dividido aproximadamente por la línea que traza el cauce del río Arga. - En 1140 se acordó el Tratado de Carrión entre Alfonso VII de León y Castilla y Ramón de Berenguer IV de Barcelona. A los tres años de que García Ramírez de Pamplona hubiera realizado una incursión en territorio aragonés. - En 1151 firmaron de nuevo Alfonso VII y Ramón de Berenguer el Tratado de Tudilén en el que, además de Navarra, se repartían otros territorios, como Murcia y Levante para Aragón y el resto para León y Castilla. - En 1157, tras la ofensiva realizada por el rey navarro Sancho VI, se firmó el Tratado de Lérida por los mismos regentes, Alfonso VII y Ramón de Berenguer. En este tratado, se comprometían además a casar al recién nacido Alfonso, hijo del conde de Barcelona, con Sancha, hija de Alfonso VII y su segunda esposa Riquilda de Polonia. - En junio y julio de 1170 reuniones en Sahagún y Zaragoza nueva alianza entre Castilla y Aragón. - En 1174 Alfonso VIII de Castilla y Alfonso II de Aragón firmaron otro acuerdo. - A los cuatro meses del Laudo arbitral del rey Enrique II de Inglaterra, para julio de ese año 1177, los reyes de Castilla y Aragón volvieron a conspirar contra Sancho en Cuenca. - En marzo de 1179 proyectaban de nuevo, en la soriana localidad fronteriza soriana, entre Medinaceli y Ariza, un detallado reparto del reino de Navarra, y de la España musulmana, el llamado Tratado de Cazola. Ante esta amenaza, el rey navarro acuerda en abril del mismo año con el castellano en la frontera común, entre Nájera y Logroño, aplicar el laudo. - El 21 de enero de 1186 en el Tratado de Ágreda donde se fijan ambos reinos en el señorío de Albarracín en manos del linaje Azagra, especialmente de Pedro Ruiz de Azagra. - El 5 de octubre de 1186 en el Tratado de Berdejo en que se renueva la alianza castellano-aragonesa contra Navarra. - El 30 de septiembre de 1187 en el Tratado de Sauquillo donde nuevamente el dominio sobre Albarracín centrará el interés de ambos reinos. - El 20 de mayo de 1198, Alfonso VIII de Castilla y Pedro II de Aragón firmaron el Tratado de Calatayud. En este caso tuvo más éxito que los previos, ya que una vez detenido el ataque aragonés tras conseguir Burgui y Aibar, Castilla obtuvo de modo definitivo Álava, Guipúzcoa y el Duranguesado, además de confirmar el control de Vizcaya, Las Encartaciones y la Rioja. |

La muerte de Alfonso el Batallador en 1134 sin heredero directo y con un testamento que dejaba a las órdenes militares los dos reinos, era algo imposible de cumplir tanto por la nobleza aragonesa como por la pamplonesa. En Aragón se coronó a Ramiro II, un hermano de Alfonso el Batallador, mientras que en el territorio pamplonés la nobleza optó por García IV Ramírez (1134-1150), vástago de la dinastía Ximena. Entre los nobles que le apoyaban estaba Ladrón Íñiguez que controlaba los estratégicos territorios de Álava y Haro. La lealtad de la nobleza era imprescindible ya que procedía de un nieto por línea bastarda del último rey pamplonés Sancho Garcés IV, y por otra parte, Alfonso VII de Castilla, por ser nieto de Alfonso VI, primo carnal legítimo del último rey de Pamplona, también podía reclamar la herencia. Por ello García Ramírez y Ramiro II de Aragón firmaron el pacto de Vadoluengo en que ambos monarcas se daban una relación paterno-filial, que fue invalidado al poco tiempo, al casarse el rey Ramiro con Inés de Poitou y garantizarse la sucesión en el reino aragonés.
El rey castellano realizó una ofensiva que ocupó Nájera y gran parte del territorio de la Rioja, y Zaragoza en el reino de Aragón, colocando en Nájera a Lope Díaz I de Haro (que se mantendría por lo menos hasta 1167). A pesar del éxito no continuó la ofensiva militar y su estrategia se dirigió a dividir a los reinos de Pamplona y Aragón. De esta forma consiguió que en 1135 García Ramírez le prestara vasallaje y se dejaba al Ebro como frontera, con la excepción del distrito de Tudela y Logroño. Como vasallo García Ramírez acudió a la coronación de Alfonso VI el 2 de junio de 1135 y también en nombre del castellano estuvo al frente de la ocupación de la taifa de Zaragoza. Un año después, en 1136, cuando Alfonso VII se alió con el aragonés y le devolvió Zaragoza, el rey de Pamplona se rebeló y se enfrentó al castellano. Alfonso VII capturó a Ladrón Íñiguez, pasándose este entonces a apoyar a los castellanos, sin embargo el territorio de Vizcaya estaba con su hijo Vela Ladrón que se mantenía con la soberanía pamplonesa. Se firmó un acuerdo de paz en 1137 que se quebrantó, y tres años después se acordó otro, sellado con el compromiso de boda del heredero castellano Sancho y Blanca hija del pamplonés. En 1143 el conde Ladrón volvería con Sancho Ramírez.
En las cambiantes relaciones entre Alfonso VI y Ramiro II, hizo que García Ramírez en 1137 aprovechara la coyuntura y traspasó con sus huestes las fronteras de Aragón saqueando Jaca, para luego ocupar Malón y Barillas y en 1138 también Pedrola, Sos, Petilla y Gallipienzo. Ello llevó a que en 1140 Ramón Berenguer IV se reuniera con Alfonso VI en Carrión de los Condes y firmaran el tratado de Carrión en el que se realiza un reparto equitativo del reino de Pamplona entre aragoneses y castellanos. Iniciado el avance aragonés, llevó a que García Ramírez negociara la boda de su hija Blanca con Sancho hijo heredero de Alfonso VII y posteriormente, en 1144, la del propio García Ramírez, ya viudo, con Urraca, una hija extramatrimonial de Alfonso VII y con ellas se renueva el vasallaje al castellano y se entregaba Logroño. Se establecía como frontera la demarcación de los ríos Bayas y Nervión y el río Ebro por el sur. Esta paz entre los reinos cristianos fue propicia para organizar una expedición conjunta al Al-Ándalus en verano de 1147.

### Señorío de Vizcaya, La Bureba y Rioja
En este periodo ya se utilizaba la denominación de Reino de Navarra, pero fue su sucesor Sancho VI (1150-1194) el que lo utilizó de forma escrita. Sancho VI el Sabio tenía 17 años cuando asumió las riendas del gobierno y ya en el primer año se entrevistó con Ramón Berenguer IV en Filera, próximo a Sos, para prolongar la tregua con Aragón. Sin embargo el conde de Barcelona al año siguiente, el 27 de enero de 1151 se reunió con Alfonso VII en Tudilén y volvieron a planear el reparto de Navarra con el Tratado de Tudilén. Intentando frenar esto, Sancho VI renovó el vasallaje a Alfonso VII, mantuvo la boda de su hermana Blanca con Sancho, que ya estaba prometida desde 1140, y en 1153 estrechó más las coronas con su propia boda con Sancha de Castilla, hija de Alfonso VII.
En 1153 el conde Ladrón y su hijo Vela Ladrón apoyaron al rey castellano en contra del pamplonés, pero en 1160, fallecido el padre, Vela Ladrón volvió con el rey pamplonés. Cuando Sancho III de Castilla accedió al trono en 1157 se instaló en Nájera con la intención de acosar al reino pamplonés. Sin embargo este murió al año siguiente, desestabilizando el reino de Castilla ya que el heredero de Castilla Alfonso VIII tan sólo contaba con tres años de edad, lo que fue aprovechado por Sancho VI y Ramón Berenguer IV para tener acuerdos y en 1159 Sancho VI se desligó del vasallaje castellano pasando a ser "Rex Navarre" (1162) con soberanía plena y negando posibles vasallajes.
Las tensiones con Aragón llevaron a una nueva incursión navarra que penetró hasta el río Gállego, lo que provocó un nuevo tratado castellano-aragonés, el de Lérida en 1157. Cinco años después, en agosto de 1162, falleció Ramón Berenguer IV, lo que llevó a la subida al trono del niño Alfonso II de Aragón, y en ese momento sus tutores optaron por firmar una tregua de trece años con Navarra.
Reafirmado como "Rex Navarre", realizó en el invierno de 1162-63 una gran ofensiva con la toma de Logroño, Navarrete, Entrena, Autol, Quel, Ausejo, Resa, Ocón, Briviesca, Miranda de Ebro y Salinas de Añana, mientras que Nájera, Haro y Calahorra resistieron. Las hostilidades se mantuvieron hasta que en 1167 se firmó una tregua por diez años. Los Vela en este caso fueron fieles al rey navarro y los Haro a los castellanos revalorizando su posición. A su vez hizo tratos con Ibn Mardanish que le cedió para el reino de Navarra Albarracín.

Escudo del Reino de Inglaterra.

Rehecha la alianza entre Castilla y Aragón, reforzada con la boda de Alfonso VIII de Castilla con Leonor de Plantagenet, hija del rey inglés Enrique II y Leonor de Aquitania, que tenía los territorios gascones fronterizos con el norte de Navarra, Castilla emprendió una ofensiva militar general en 1173 en toda la frontera navarro-castellana, que le permitió recobrar no sólo los territorios ocupados diez años antes, sino alcanzar incluso Artajona, en el interior del Reino. Castilla estaba promoviendo la vuelta de los López de Haro, encabezados por entonces por Diego López II, al señorío de Vizcaya, en sustitución de Vela Ladrón, y lo logró en julio de 1175, cuando las tropas de Alfonso VIII entraron en las Encartaciones (incarnationes) y avanzaron por la cuenca del río Nervión y la parte baja de Ibaizábal así como por las zonas costeras hasta el castillo de Malvecín, si bien no se apoderaron del Duranguesado (cuenca alta del río Ibaizábal). Sí tomaron, por el contrario, el castillo de Godín (posiblemente la actual La Puebla de la Barca), y en tierras alavesas se hicieron con Salinas de Añana y Portilla.
Sancho VI tras frenar los ataques armados, logró una tregua con el rey castellano, y ambos aceptaron la mediación del rey Enrique II de Inglaterra para decidir la cuestión de las fronteras entre Castilla y Navarra; se dictó un Laudo Arbitral el 16 de marzo de 1177. Aunque ambiguo, en él se consideraban como fronteras las que había en 1158, cuando comenzó el reinado de Alfonso VIII, lo que para Navarra suponía la pérdida del moderno territorio de La Rioja y La Bureba. La decisión no satisfizo a ninguno de los dos reyes, y el castellano estaba en julio de 1077 de nuevo conspirando con el aragonés en Cuenca. De nuevo lo haría en el Tratado de Cazola en marzo de 1179. Esto llevó a que Sancho VI se reuniera con Alfonso VIII el 15 de abril de ese año en Nájera, en la que se logró la paz con la aplicación del Laudo y la definición más clara de los límites entre los reinos; a Castilla le correspondieron el señorío de Vizcaya junto con ciertos territorios del oeste de Álava (aproximadamente las cuadrillas de Ayala y Añana), Bureba y la Rioja. Por su parte, Navarra obtuvo el Duranguesado, Guipúzcoa y el resto de Álava. Quedaba como línea divisoria la marcada por los ríos Nervión y Bayas precisándose que Iciar y Durango quedaban en la zona navarra y Malvecín en la castellana. El tratado reconocía a Sancho VI el Sabio como rey sin vasallajes ni cortapisas y se devolvía el condado de Navarra. Para Juan Vela el rey castellano consiguió que pudiese cambiar de reino y hacerse vasallo de Castilla, tras responder en juicio de las reclamaciones que pudiera hacerle el navarro. Lo hizo en el mismo 1179, por lo que Sancho el Sabio dividió el territorio de la familia Ladrón de Álava en varios distritos más pequeños para mantener su control. Inicialmente con nobles alaveses, pero que se irán sustituyendo por otros del núcleo del reino, con excepción de las tenencias de Vitoria y de Záitegui, esta última ligada a la Familia de Mendoza. Parece que la sustitución de tenentes pudo crear tensiones con los milites alaveses, aunque no hay constancia fehaciente, y que coincidirían con un nuevo pacto entre Castilla y Aragón contra Navarra, el Tratado de Berdejo. De esta forma Sancho VI consolidó la autoridad en los territorios vascos occidentales, además de la implantación en Ultrapuertos, afianzada con la boda de Ricardo Corazón de León y Berenguela de Navarra, hija de Sancho VI y hermana del futuro Sancho VII.
Cuando en 1191 los castellanos y aragoneses se enfrentaron, el rey navarro se mantuvo al margen. El papa Celestino III intervino para pacificar en este enfrentamiento y también en el existente entre Castilla y León, con el fin de unir a los reinos cristianos contra los almohades.

Escudo de la Corona de Aragón.

### Duranguesado, Álava y Guipúzcoa
Su sucesor Sancho VII (1194-1234) al poco de subir al trono se casó con Constanza, hija de Raimundo VI de Tolosa, rival de Ricardo Corazón de León en Aquitania. Esta sería años después repudiada por Sancho, y no hay certeza probada de que hubiera una segunda esposa llamada Clemencia. Siguió la consolidación de su influencia en tierra de Ultrapuertos, primero en 1196 cuando el Vizconde de Tartás se hizo vasallo, y posteriormente fueron los Agramont y los Luxa.

El Reino de Navarra Sancho VII el Fuerte. (1194-1234)
Reino de Navarra
Territorio perdido ante Castilla (1198-1200)
Territorios conseguidos mediante vasallaje (1196-1203)
Reino de Castilla
Reino de Aragón

En el invierno de 1195 se produjeron tensiones en la frontera castellano-navarra en que los castellanos denunciaron ataques injustificados e incluso una penetración más profunda en el interior de Castilla, aunque sin llegar a conocerse su alcance. En la segunda mitad de 1195, los reinos de León y Navarra contrajeron con los musulmanes una alianza para resistir las amenazas de sus vecinos. En ella Sancho VII se mantendría neutral ante un ataque de los almohades, según expresó el papa Celestino III que lo consideró una ofensa a Dios. Tras ello, Alfonso IX de León fue excomulgado cuando Castilla y León llegaron a enfrentarse en una guerra abierta (1196-1197).
La Santa Sede, con la mediación de Alfonso II de Aragón, realizó un esfuerzo para aunar a los reinos cristianos de la península ibérica, Castilla, Navarra y Aragón, por lo que en febrero o principios de marzo de 1196, los tres reyes, Alfonso VIII, Sancho VII y Alfonso II comieron y conversaron en una mesa situada en un punto donde cada uno estaba sentado en su reino. Fue la tradicionalmente llamada “Mesa de los tres reyes”, en un punto entre Ágreda y Tarazona.
Poco después, el 29 de febrero de 1196, la Santa Sede emitió una bula dirigida a Sancho VII en que le manda que abandone la alianza con los musulmanes y que se una con los reyes cristianos en una alianza de los "reyes de las Españas" (regibus Ispaniarum) en el que se le garantizaba la inviolabilidad del territorio y el tener acceso a territorio de los infieles. Otra bula papal al legado cardenal Gregorio de Santángelo reconocía como rex Navarre a Sancho VII, reconocimiento pendiente desde 1134, ya que la Santa Sede había calificado a los reyes de Navarra hasta entonces como simples duces o caudillos militares.
En otra bula, el 20 de febrero de 1197, se volvió a remarcar este reconocimiento, con una aparente normalización de las relaciones.
Sin embargo, tras la muerte de Alfonso II, Aragón pasó a ser dirigida por la reina Sancha de Castilla, de origen castellano, que promovió la alianza con Castilla. En estas circunstancias Alfonso VIII acusó a Sancho VII de romper la tregua, sin que exista constancia de ello, y de su alianza con los sarracenos, logrando su excomunión por el cardenal Gregorio, en ese mismo año. No consta que esta sentencia se hiciera pública en la diócesis de Pamplona por el obispo.
La muerte del Papa Celestino III en 1198, hizo que el nuevo, Inocencio III, enviara a su legado Rainero a confirmar la veracidad de las acusaciones y, en caso de que así fuera, publicara la sentencia. Sin embargo, ya entonces Castilla y Aragón habían decidido actuar en contra de Navarra al margen de cualquier justificación canónica. De esta forma Alfonso VIII firmó con Pedro II de Aragón el tratado de Calatayud, el 20 de mayo de 1198, en contra de Navarra, del conde de Urgel y de los sarracenos. En cuanto al territorio navarro era similar a los anteriores, sólo que el territorio que se quedaría Castilla sería mayor que antes. El noble de origen alavés Pedro Ladrón, que ocupaba la jefatura del ejército aragonés, pasó entonces a ser vasallo del rey castellano. Rápidamente se puso en práctica el tratado y los ejércitos atacaron por ambos frentes. Pedro II ocupó Burgui, sede de la tenencia del valle del Roncal, y Aibar sin llegar a atacar Sangüesa. En el ataque estuvo Pedro Ladrón que fue recompensado con la tenencia de Burgui y es posible que también con el castillo de Javier y su villa. Por su parte Alfonso VIII penetró de forma profunda tomando Miranda de Arga e Inzura. El navarro se plegó a negociar, primero con el aragonés que le pidió la mano de una hermana para controlar su sucesión, decisión que fue apoyada por el castellano, cesando los ataques pero manteniendo las conquistas realizadas. El 11 de febrero de 1199, Inocencio III invalidó el juramento de Sancho por ser esta forzada e ilícita por consanguinidad, dato que había sido advertido por el propio monarca navarro. Tras ello, su hermana Blanca se casó con el conde Teobaldo III de Champaña, emparentando con las casas de Francia y Aquitania, en julio de 1199.
Comprobada la debilidad navarra y considerado roto el tratado de paz de 1179, Alfonso VIII reinició su ofensiva en mayo de 1199. Desde Pancorbo el 6 de mayo avanzó hacia Miranda dirigiéndose a Álava, Duranguesado y Guipúzcoa. De forma inmediata llegó a la llanada alavesa con resistencias de las fortalezas de las tenencias de Treviño, Portilla, Toloño, Laguardia, Assa y cuevas de Arana. Las tropas prosiguieron y pusieron cerco a Vitoria que se inició antes del 5 de junio de 1199. En su defensa estaba el veterano tenente Martín Chipía, consiguiendo resistir la ciudad durante ocho meses. Sancho VII acudió a tierras musulmanas para conseguir un ataque a Castilla que obligara a su ejército a levantar el asedio de Vitoria. Dados los problemas internos del territorio almohade las gestiones se dilataron y finalmente no logró que se produjera. Mientras tanto el obispo de Pamplona García Fernández consiguió una tregua castellana y, junto a un caballero de la guarnición asediada, se dirigieron a tierras almohades a exponer al rey navarro la insostenible situación de la ciudad para conseguir su entrega. La ciudad se rindió antes del 25 de enero de 1200.
Al mismo tiempo los castellanos habían ido conquistando Álava (exceptuando Laguardia, Labraza y Bernedo) y Guipúzcoa, esta última mediante negociación, pero una vez que el ejército castellano había entrado en su territorio. Según Pablo Gorosábel (político-historiador 1803-1868), el rey de Castilla entró en Guipúzcoa con solo 20 hombres de a caballo. Al acabar el conflicto los castillos de Portilla y Treviño, que no habían sido conquistados fueron intercambiados en el Armisticio entre Sancho el Sabio de Navarra y Alfonso VIII por Inzura (en Améscoa) y Miranda. Esta última se discute si se trataba de Miranda de Ebro o Miranda de Arga.
En la historiografía hay discrepancia sobre el grado de resistencia en la incorporación a Castilla de estos territorios vascos. Algunos autores consideran que, dada la concentración de fuerzas en el cerco de Vitoria y la falta de datos de otras resistencias significativas aparte de las relatadas, la toma del resto del territorio debió de consistir en negociaciones con la nobleza local e incluso se indica el posible apoyo de la población de la zona. Sin embargo no hay constancia escrita de ello. Los tenentes, por su parte no fueron castigados y siguieron teniendo las prerrogativas del monarca navarro, por lo que no se considera que traicionaran al monarca navarro, considerando que fue la falta de apoyo de la población la que llevó a no mantener las posiciones. Sin embargo que no se considerara que traicionaran, para otros autores, sería un indicador de que no se produjo una entrega sin resistencia. Por otra parte, las excavaciones efectuadas en los castillos del interior en la peña Aitz Txiki en el Duranguesado, en Aizorroz y en Arzorozia hay signos de enfrentamientos armados de la época con restos de armas, como puntas de dardos de ballesta, lanzas, fragmentos de cuchillos mezclados con monedas castellanas de la época de Alfonso VIII.
En los datos relatados hay que tener en cuenta que las crónicas navarras no existieron o se perdieron y todo la documentación procede de documentalistas castellanos.
La mayor parte de las fortalezas de estos territorios se encuentran en ruinas y no se han realizado estudios arqueológicos en la mayoría de ellos. En el siglo XIX, Pablo Gorosábel (político-historiador 1803-1868) dio una relación de los castillos y plazas fuertes de Guipúzcoa, explicando en su caso las razones de su abandono o destrucción, dando fechas desde el reinado de Enrique IV de Castilla hasta el de Carlos I de España, y citando incluso alguno posiblemente ordenado construir por los reyes de Castilla para contener a los navarros en las pretensiones que conservaron a la posesión de esta provincia después de sumisión.
El resultado tras esta campaña militar fue que la soberanía de Castilla se implantó en Álava, Guipúzcoa y Vizcaya y cuya tenencia fue encomendada al señor de Vizcaya Diego López de Haro. En todo caso los tres territorios tuvieron un estatuto señorial diferenciado.
Antes de marzo de 1201 se firmaron las paces y se realizaron el intercambio de plazas de Treviño y Portilla por Miranda e Inzura. Sin embargo Diego López de Haro se desnaturó del castellano y volvió con el rey navarro que lo instaló en la tenencia de Estella. En abril de 1202 se produjo un incendio en Vitoria del que se desconocen sus causas, y en septiembre del mismo año Estella fue cercada por los reyes de Castilla y León sin lograr sus objetivos. A finales de septiembre o principios de octubre se produjo en Alfaro una entrevista entre los reyes de Castilla, León, Aragón y Navarra renovándose la tregua, aunque no hay escrito que describa sus términos. Otra tregua se firmó para cinco años el 29 de octubre de 1207 en Guadalajara. Navarra no reconocía la pérdida de los territorios vascongados, pero el tiempo iba consolidando las posiciones castellanas.
En diciembre de 1204, cuando Alfonso VIII tuvo una grave enfermedad redactó un testamento en el que, entre otras culpas, pone como la primera la efectuada al rey de Navarra en la que considera que se extralimitó en relación con algunos de los territorios en las proximidades del reino, tanto en el noreste de Guipúzcoa y como de algún territorio de Álava, aunque sin cuestionar su derecho sobre el resto de Álava, Guipúzcoa y el Duranguesado. En todo caso, el monarca navarro nunca intento negociar estas plazas referidas por el monarca castellano ya que hubiera implicado el reconocimiento por parte de Castilla del resto del territorio conquistado.

## Estabilidad territorial del Reino de Navarra

### Sancho VII el Fuerte

Escudo de la Corona de Castilla.

Estas pérdidas territoriales supusieron la reducción del territorio navarro en un 30 % y la privación de la salida al mar. Condicionaron las relaciones entre Sancho VII y Alfonso VIII, en las que el navarro no buscó colaborar con Castilla, ni tampoco atacarla. Sancho VII el Fuerte orientó sus esfuerzos hacia la reorganización interna del reino. Para ello levantó castillos y concentró la población en la frontera occidental, concediendo fueros a sus repobladores, como a Laguardia en 1201 y 1208 y a Viana en 1219 y fortalezas en las Bardenas para proteger los accesos desde Aragón. Mantuvo una actitud de diálogo con su vecinos a pesar de sus malas experiencias, con reuniones, como la ya referida en Guadalajara en octubre de 1207 con el rey castellano para prolongar la tregua, y en Monteagudo en febrero de 1209 con Pedro II, prestando a este una importante cantidad de dinero, tomando en prenda los castillos de Escó, Peña, Petilla y Gallur, para posteriormente en 1212 también el de Trasmoz. Dentro de esta estrategia destaca la participación en empresas de la Reconquista con su importante participación en la batalla de las Navas de Tolosa en 1212, colaborando con el castellano de mala gana. El prestigio que le dio esta gesta, junto a su capacidad financiera, le permitió recuperar algunas plazas perdidas entre 1198 y 1200, como Buradón, Toloño (monte de [Labastida]), Toro (junto a Laguardia) y Marañón, San Vicente de la Sonsierra o Burgui. En este tiempo se llegó a estabilizar la superficie de Navarra en algo más de 12 000 kilómetros cuadrados con que contó durante toda la Baja Edad Media.
En sus últimos años Sancho VII realizó un acercamiento con el joven Jaime I de Aragón, proponiendo un mutuo prohijamiento y buscando una alianza en contra de Castilla que hostigaba la frontera Navarra por medio del alférez Lope Díaz II de Haro. El acuerdo se hizo el 2 de febrero de 1231. Las necesidades monetarias hicieron que Jaime I pidiera un fuerte préstamo a Sancho VII el Fuerte, que no pudo hacer frente y supuso que perdiera varios castillos que había dejado en prenda (Ferrera, Ferellón, Zalatamor, Castelfabib, Ademuz, Peña Faxina y Peña Redonda), además de perder los que dejó veinte años antes Pedro II (Escó, Peña, Petilla, Gallur y Trasmoz). En realidad el pacto de prohijamiento tenía únicamente efecto con respecto a los aspectos financieros, pues Jaime I realizó en 1232 un testamento, en vida de Sancho VII, en que la sucesión era para el infante Alfonso de Aragón. A su vez, a la muerte de Sancho VII el 7 de abril de 1234, la nobleza navarra ignoró totalmente la existencia del prohijamiento. Sin embargo Jaime I aprovechó los problemas sucesorios para recuperar algunos castillos fronterizos como Escó, Gallur o Trasmoz, aunque no pudo hacerse con el de Petilla. La nobleza navarra, que deseaba mantener la independencia del reino, envió una embajada con el obispo de Pamplona al frente para reclamar la presencia del conde Teobaldo IV, como la línea sucesoria con mejor derecho, por ser hijo de Blanca de Navarra y nieto de Sancho el Sabio.

### Dinastía Champaña

Reino de Navarra a partir de 1200. Las división en merindades fueron realizadas por Teobaldo II en 1234, aunque la de Olite fue en 1407.

Debido a que los estamentos del reino no deseaban la unión con Aragón, ofrecieron la corona al conde de Champaña. Teobaldo I (1234-1253) juró los fueros el 8 de mayo de 1234, lo que ligó a Navarra políticamente a dinastías francesas. Durante sus ausencias, el reino lo regía un senescal champañés, Ponz de Duyme, y un ricohombre navarro, Sancho Fernández de Monteagudo. Las Juntas de Infanzones de Obanos, surgidas en el reinado de Sancho el Fuerte, fueron especialmente activas en el control del rey, lo que originó su persecución y paso a la clandestinidad, si bien lograron la suscripción del monarca del Fuero General de Navarra en 1237, en el que se limitaron las atribuciones del rey y se consiguió que nombrara a un senescal navarro. En 1245 se produjo la primera reunión de la corte general de que se tiene noticia.
Sus actuaciones iniciales fueron las de mantener unas relaciones cordiales tanto con Jaime I de Aragón como con Fernando III de Castilla. A este último le ofreció a su hija Blanca para casarla con Alfonso, el hijo heredero, con la condición de que se le devolviesen Álava y Guipúzcoa. La contrapartida que Castilla ofrecía era la de devolver una parte (no cedía Álava), pero con la condición de la incorporación de toda Navarra a Castilla tras el fallecimiento de Teobaldo, ya que la heredarían Alfonso y Blanca. Este acuerdo no se llevó a cabo, pues Blanca se casó con un hijo del duque de Bretaña Juan I al año siguiente. Se enfrentó además con el rey de Inglaterra, apoyando a los nobles gascones. Tras una guerra incierta, no se llegó a un acuerdo definitivo y Navarra mantuvo su presencia en Ultrapuertos.
A su muerte, su tercera mujer, Margarita de Borbón, gestionó la coronación de su hijo negociando con los estamentos del reino, a la vez que firmaba una alianza con Aragón para evitar una invasión castellana. La presión de la nobleza hizo que Margarita renunciara a la regencia y a que un consejo de doce navarros y de un amo tutelara al rey hasta los 21 años. Teobaldo II (1253-1270) mantuvo tensas relaciones con la nobleza navarra, en especial con los infanzones navarros que no se doblegaron. Firmó la paz con Castilla por separado de Aragón. Mantuvo otro enfrentamiento con los ingleses en 1266 con la base de operaciones en San Juan de Pie de Puerto; desde allí los navarros, con su rey al frente, llegaron hasta Lourdes. A finales de ese año se firmó una tregua que se renovó en 1269.
Su sucesor fue su hermano Enrique I (1270-1274); ya había sido gobernador de Navarra durante la ausencia del monarca con motivo de la cruzada de 1269-1270. Mantuvo buenas relaciones con la nobleza navarra y mala con la burguesía y los eclesiásticos. Rompió la unión acordada en 1266 de los burgos de Pamplona por una fuerte suma que le ofreció la Navarrería. Intentó en vano realizar alianzas matrimoniales con Castilla e Inglaterra.

### Dinastía Capeta
Tras la muerte del rey Enrique I en el verano de 1274, Blanca de Artois asume la regencia de su hija Juana I (1274-1304) que contaba con 18 meses de edad, que buscó el apoyo de su primo Felipe III de Francia el Atrevido, acordando el matrimonio de Juana con Felipe, de cinco años más. La minoría de edad convertía a Felipe III en tutor y, por tanto, la unión dinástica en la familia Capeta de la corona francesa y navarra (tras la muerte del primogénito francés).
La implantación del régimen tutelado desde Francia desencadenó un conflicto que se centraría en la capital del reino con la rivalidad de los burgos de Pamplona existente desde los tiempos de Sancho el Fuerte. En el cambio dinástico, Castilla y Aragón resucitaron sus viejas aspiraciones sobre Navarra. Jaime I el Conquistador merecía el favor de las Cortes de Navarra, frente al grupo partidario de un acercamiento a Castilla en el que contaban García Almoravid, el obispo, los canónigos y los vecinos del burgo de la Navarrería. Con ello, Alfonso X de Castilla concentró sus tropas en la frontera navarra, conquistó la villa de Mendavia y puso sitio a Viana.
Desde Sancho VII, Pamplona estaba dividida en varios burgos enfrentados entre sí, Navarrería y San Miguel frente a los burgos de San Cernin y San Nicolás. Los enfrentamientos sangrientos eran habituales. En la primavera de 1276 se fueron incrementando y, dado que los castellanos ya habían invadido la frontera, el gobernador pidió el cese de hostilidades, y así poder utilizar los ingenios bélicos para repelerlos. El burgo de Navarrería, que tenía a los castellanos como aliados, mantuvo su actitud, mientras que desde San Nicolás y San Cernin cesaron los ataques. El gobernador presentó su dimisión y el nuevo, Eustache Beaumarchais, senescal de Francia, ordenó el desmantelamiento de los ingenios, lo cual desencadenó un ataque de la Navarrería a los burgos vecinos. Beuamarchais, entonces, solicitó ayuda al rey de Francia que envió tropas francesas, que llegaron a principios de septiembre a las cercanías de Pamplona. A finales de dicho mes, las tropas francesas entraron en la Navarrería, arrasando completamente el burgo, matando, violando a las mujeres, robando e incendiando sistemáticamente todas las casas. Asaltaron también la Catedral donde habían buscado asilo muchos vecinos, atacando sin piedad. Los castellanos que acudían en su ayuda fueron detenidos en la sierra de Erreniega (El Perdón), en las cercanías de Pamplona.

Escudo de los reyes de Francia y de Navarra de la dinastía de los Capeto.

A la conquista de la Navarrería siguió una campaña militar por toda Navarra para desposeer de sus tierras y bienes a los considerados traidores, derribando sus palacios y torres. La primera plaza fue el castillo de San Cristóbal en el monte Ezcaba, que domina Pamplona. Los franceses fueron rechazados por los navarros del castillo. Posteriormente lo abandonaron, dejando envenados los alimentos y el agua. Este envenenamiento no tuvo efecto porque los franceses vieron que los perros caían muertos, por lo que evitaron tomar ningún alimento. La fortaleza fue completamente arrasada, hasta los cimientos. Posteriormente se dirigieron a Mendavia, todavía en poder de los castellanos, encontrándose los portales de la muralla abiertos. Entró en la población Beaumarchais con sus huestes, cayendo en una trampa, con un ataque del vecindario en pleno que les hizo huir dejando numerosos muertos. Al poco tiempo la villa se rindió, al igual que otras villas, no sin esfuerzo, como Punicastro, Estella y el castillo de Garaño. Poco a poco Navarra entera fue sometida a la obediencia de la reina Juana I bajo tutela francesa, venciendo a Castilla y a los navarros partidarios de ésta. García Almoravid, líder navarro partidario de Castilla que había huido de la Navarrería la noche anterior al asalto francés, fue apresado y murió posteriormente en Toulouse.
Tras la muerte de Juana le correspondía a su primogénito Luis I la corona. Sin embargo esto Felipe IV inicialmente no lo consideró necesario, hasta que las reiteradas exigencias de la nobleza navarra, con los infanzones navarros al frente, llevaron a que en octubre de 1307 Luis I se presentara en Navarra y tras confirmar los fueros fuera coronado en Pamplona. Sin embargo, siguiendo las consignas de su padre, ordenó apresar a los cabecillas y reprimió a las Juntas de los Infanzones. En 1214, tras la muerte de su padre, pasó a ostentar también la Corona francesa. Tras la muerte de Luis I en 1316 se inició un periodo de regencia hasta el nacimiento de su hijo Juan I, que falleció cinco días después de su nacimiento. Tras la muerte del heredero la Corona francesa excluyó a Juana (hija también de Luis I, y que sería reina en 1328) e impuso al que había sido regente y hermano de Luis I, Felipe II. Con la muerte de este en 1322 se nombró a Carlos I, que también falleció poco después, en 1328. Estos dos reyes que no acudieron a Navarra a acatar los fueros, fueron reconocidos de hecho como monarcas aunque no fueron aceptados por la nobleza navarra.

### Dinastía Evreux
En 1328, a la muerte sin sucesión de Carlos I el Calvo (o Carlos IV el Hermoso de Francia), el clero, los representantes de las ciudades y los nobles de Navarra eligieron por rey al conde de Evreux Felipe III y a Juana II, separando así el reino de Navarra de la Corona francesa. Aun así se mantuvo la subordinación a los intereses franceses, aunque las élites navarras obtuvieron un mayor peso e impusieron al rey el desarrollo y "amejoramiento" del Fuero Antiguo, consolidando las Cortes como asamblea representativa de los grupos sociales. Mantuvieron un cordial entendimiento con Felipe VI de Francia y con Eduardo III de Inglaterra. Tras la muerte de Felipe III en una expedición a tierras andaluzas en 1343, continuó con Juana II, que aunque ausente del reino, mantuvo la corona hasta su muerte en 1349.
Heredó el reino el hijo primogénito de ambos, Carlos II (1349-1387), que arruinó económicamente al reino, realizó represiones internas, como la sufrida por los Infanzones navarros con los ahorcamientos de varios nobles en el puente de Miluze, y participó en los conflictos tanto de Francia como de Castilla. Desde sus estados de Normandía tomó parte en la guerra de los Cien Años aliándose con los ingleses, con la intención de obtener la Corona francesa dada su ascendencia Capeta, siendo apresado en 1356 y posteriormente liberado en 1357 por normandos y navarros. Estableció su residencia en Navarra partir de 1361, saliendo ocasionalmente en 1369 y 1372 para defender sus intereses franceses.

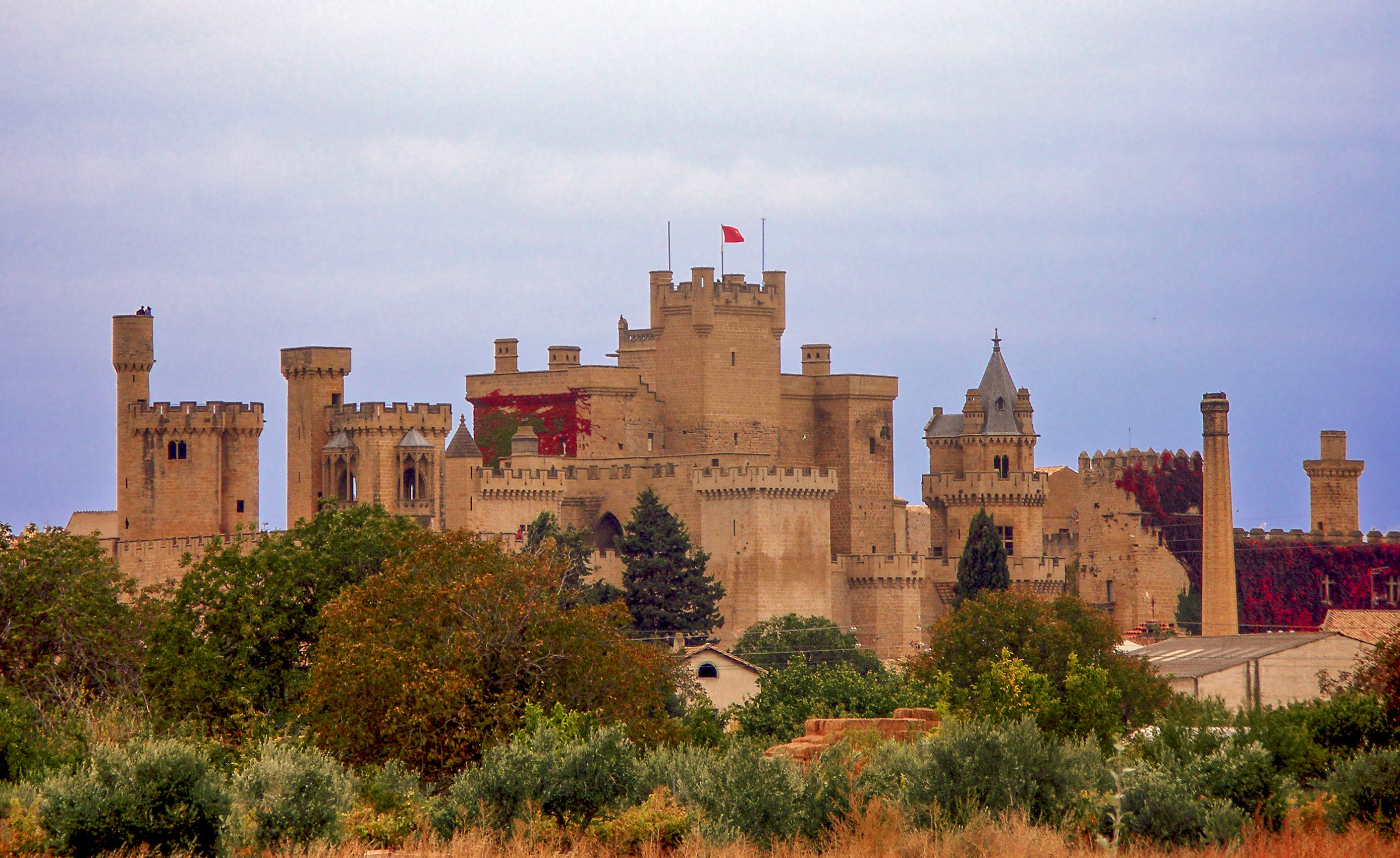
El Palacio Real de Olite tuvo su máximo esplendor con Carlos III.

Con respecto a Castilla, participó en su guerra civil entre Pedro I y Enrique II, apoyando al primero. A cambio, Castilla habría de devolver Álava y Guipúzcoa a Navarra, acuerdo que no se pudo cumplir, porque Pedro I resultó muerto y perdió la guerra. Sin embargo, Carlos II en 1368, en colaboración con algunos magnates de la zona, invadió estos territorios, pero tras la victoria de Enrique II en 1369 quedó en una difícil situación. Tras la sentencia arbitral del delegado pontificio Guy de Boulogne en 1373, se estableció la devolución de las plazas alavesas que aún mantenía, si bien confirmó la posesión para Navarra de Fitero y Tudején, usurpadas en tiempos de su padre.
En los últimos años se descalabraron sus proyectos políticos, cuando intentó sacar provecho del conflicto internacional y recabó la colaboración inglesa antes de reemprender las reivindicaciones francesas. En 1378, su hijo, el futuro Carlos III, encabezó una embajada para parlamentar con Carlos V de Francia. Este último apresó al infante navarro y ordenó el embargo de las posesiones navarras en Francia, salvándose sólo el inexpugnable Cherburgo. En el interrogatorio se descubrieron los planes del rey navarro para conseguir la villa de Logroño. Alertado el rey Enrique II de Castilla, ordenó la invasión de Navarra, obligando a Carlos II a firmar el Tratado de Briones. El infante Carlos fue liberado en 1380.
Carlos III de Navarra (1387-1425), que se casó con la hija de Enrique II de Castilla, Leonor, cambió la tendencia a participar en los conflictos franceses, centrándose en Navarra y estructuró instituciones como las Cortes generales, Real Corte y Cámara de Comptos. Finalizó la invasión de territorios de Albania y Grecia que había iniciado su padre (1376-1402). Con él dio comienzo el linaje de los Beaumont formado por familiares ilegítimos, que posteriormente serían rivales del antiguo linaje de los Agramont y que llevaría a una posterior guerra civil.

## Guerra civil y pérdida de Laguardia y Los Arcos

Mapa de la guerra civil de Navarra, con la toma por parte de Castilla de la Sonsierra de Navarra y Los Arcos.

A la muerte de Carlos III, asumió el trono su hija Blanca I, que estaba casada con Juan II de Aragón. Tuvieron tres hijos que sobrevivieron a la infancia Carlos, Blanca y Leonor. El rey consorte, mientras vivió su esposa Blanca, llevó la vara de mando del reino y al morir su esposa en 1441 usurpó la corona que correspondía al hijo Carlos. Esto desencadenó en 1451 la guerra civil de Navarra entre los linajes nobiliarios y ya viejos rivales agramonteses y beamonteses. Los agramonteses eran partidarios de Juan II y tuvieron como aliados al Reino de Aragón, inicialmente, y posteriormente al francés, así como la facción nobiliaria de los gamboínos en las antiguas tierras del Reino de Navarra occidentales. Por otra parte, los beaumonteses eran partidarios del príncipe Carlos y tuvieron como aliados a la Corona de Castilla y a los oñacinos en las tierras vascas occidentales. La guerra se inició tras la invasión castellana de 1451, en que el príncipe Carlos llegó a un acuerdo con estos últimos en Puente la Reina para enfrentarse a su padre.
A los tres años de enviudar Juan II se casó en segundas nupcias con Juana Enríquez (1444), de cuyo matrimonio nacería en 1452 el que sería conocido como Fernando el Católico.
El príncipe de Viana Carlos fue encarcelado y desheredado (1455), en favor de su hermana Leonor. A la muerte de Alfonso V de Aragón (1458), le sucedió en la Corona de Aragón su hermano Juan II y por tanto, también convirtió en heredero de aquella corona al príncipe de Viana. Sin embargo, el príncipe murió en 1461, días después de ser liberado por su padre, probablemente por una tuberculosis, pero ante la sospecha de que hubiera sido envenenado por su madrastra Juana Enríquez, se produjeron tumultos en Cataluña, donde tenía muchos partidarios. En 1464 sería su hermana Blanca la que moriría envenenada.
Al mismo tiempo, en 1460, Enrique IV de Castilla ocupó la villa de Viana, que tras nueve meses de luchas Juan II la recuperó, pero la adscribió a la corona de Aragón. En 1461 primero y luego en 1463 el castellano ocupó las tierras de la Sonsierra de Navarra y Los Arcos (que incluía a su partido: Sansol, Torres del Río, El Busto y Armañanzas). Esta última fue una plaza castellana hasta 1753, mientras que las plazas de la comarca de Laguardia (Laguardia, Ábalos, Bernedo y San Vicente) fueron definitivamente perdidas para Navarra. En la paz firmada en Corella entre Enrique IV y Juan II en 1464, este cedió a los castellanos las villas de Los Arcos y San Vicente y lugares y castillos de Monjardín, Dicastillo, Miranda y Larraga.
Juana Enríquez se reunió el 20 de junio de 1467 en Ejea con Leonor. En esta reunión se acordó la sucesión de Leonor en Navarra y su renuncia al de Aragón, que también le correspondía, en favor de Fernando, dado que este ya había obtenido la primogenitura a los 10 años ante las Cortes de Aragón en 1461. Juan II pretendía la sucesión de Fernando, plasmándolo en distintos documentos. Así, en la alianza que firmó el rey de Aragón con el duque de Borgoña el 22 de febrero de 1469 incluía a su hijo en todos los reinos de los que él se titulaba: Aragón, Sicilia y Navarra.
Fernando el Católico ya era rey consorte de Castilla en 1474, tras casarse con Isabel I, conociéndose dicha unión con el nombre de los «Reyes Católicos» y, en 1476, cuando mediaba en el conflicto entre beaumonteses y agramonteses, se titulaba «rey de Navarra, Castilla, León, Portugal, Sicilia y primogénito de Aragón». En estos arbitrajes, aproximándose a los beaumonteses, situó en tercería a 900 soldados castellanos por distintos sitios de Navarra, 150 de ellos en Pamplona. Dentro de estas intervenciones, en 1478 el Luis de Beaumont conde de Lerín, líder de los beaumonteses y casado con una hermanastra de Fernando II, quedó al frente de la fortaleza de Pamplona. Las quejas de su hermanastra Leonor no obtuvieron ningún resultado.
Tras la muerte de Juan II, el 19 de enero de 1479, Leonor tomó posesión del Reino de Navarra aunque falleció 15 días después. Dejó como heredero a su nieto Francisco Febus, por las diferencias que mantenía con su medio hermano Fernando II. En 1483 murió Francisco Febus, convirtiéndose en reina su hermana Catalina de Foix, que se casó con Juan III de Albret en 1484.

## La invasión castellano-aragonesa de 1512

### Prolegómenos a la invasión
El 12 de noviembre de 1486, Fernando II unificó el mando militar en la frontera navarra y al año siguiente suprimió los salvoconductos a los mercaderes de Navarra, presión que llevó a que en marzo de 1488 los monarcas navarros firmaran con los Reyes Católicos el Tratado de Valencia, en el que cedieron la tutela del reino para evitar las represalias impuestas por Castilla, que impedían el comercio. En él, los Reyes Católicos no reconocían los derechos de Catalina de Foix y se acordó mantener tropas castellanas en Navarra. El 13 de enero de 1494 Juan III de Albret y Catalina de Foix fueron coronados, y al año siguiente Luis de Beaumont II (conde de Lerín) fue obligado a abandonar el reino para evitar las intrigas políticas que mantenía. En el documento, que fue redactado en Burgos, Luis de Beaumont II cedía todos los bienes que poseía en Navarra a Fernando II, y a cambio recibió distintos bienes en tierras castellanas. De este modo pasaron al monarca aragonés numerosos territorios y fortalezas en tercería. En el proyecto de anexionarse el reino que realizaron los Reyes Católicos le propusieron al monarca francés que no interviniera en ella a cambio de cederle Nápoles. Hecho que fue negado ante la denuncia de los reyes navarros. Entre 1495 y 1500 se puede considerar que el reino estaba en la práctica ocupado por las tropas castellanas. En 1500 la presión sobre la nobleza navarra se intensificó con la exigencia de que juraran fidelidad a los Reyes Católicos, marginándolos en caso de negarse. También Fernando II pretendió comprar los señoríos del conde de Lerín, oferta que fue rechazada por el propio conde porque "no se cambian fortalezas por escudos". En ese mismo año se firmó un nuevo tratado en Sevilla por el que retenían en la corte castellana a la hija de los monarcas navarros, Magdalena y comprometían al primogénito con un hijo o nieto de los Católicos. A cambio, los soldados castellanos saldrían de Navarra, pero los alcaides de las fortalezas deberían jurar fidelidad a Fernando II y este mantendría los pueblos en su poder.
Cuando en 1503 se producen nuevas tensiones entre Aragón y Francia, las Cortes de Navarra expresaron su preocupación afirmando que "estamos entre dos grandes fuegos". Siguieron los intentos de sellar acuerdos matrimoniales entre los navarros y aragoneses sin llegar a plasmarse. Sí se selló en 1505 el matrimonio de Fernando II, ya viudo, con Germana de Foix, hija del vizconde de Narbona, que pleiteaba con los reyes de Navarra por la corona.
El conde de Lerín, que había retornado a Navarra, fue de nuevo expulsado en 1507, con el apoyo prácticamente unánime de los navarros, consiguiéndose también la salida de las tropas extranjeras, por la llamada al apellido realizada por los reyes. Entre los que apoyaron estas medidas hubo numerosos beaumonteses como fueron Esteban de Zunzarren, Pedro de Torres, Martín de Beortegui, Francés de Beaumont y Lope de Elío. La presión del rey de Aragón Fernando el Católico siguió y arrebató la baronía de Farfaña y el vizcondado de Castelbó en Cataluña, perteneciente al rey navarro, para compensar al conde de Lerín Luis de Beaumont II que había sido totalmente desposeído. La muerte del conde en el exilio en 1508 hace que su hijo Luis de Beaumont III, para recuperar las posesiones perdidas de su padre, colabore con la ya posición abierta de Aragón de invadir Navarra.
Por otra parte Luis XII también reclamaba sobre el Bearn y otros territorios de los Foix, que en enero de 1510 ya había sido advertido en las Cortes el riesgo de una guerra con el rey francés. Esto hizo que en febrero de 1510 el rey Juan III de Albret firmara un protocolo defensivo con el Bearn.
A la pérdida de población debida a las contiendas se suma la epidemia de peste entre los años 1504 y 1507. Demográficamente el reino de Navarra había alcanzado mínimos entre los años 1450 y 1465, coincidiendo con los episodios más agudos del conflicto civil (que no fue sangriento de forma directa), recuperará mayores cotas poblacionales a partir de 1530 (concluida y asentada la conquista por parte de Castilla y Aragón)

### Movilización militar y diplomática
|  | Territorio Incorporado a Castilla en 1463                                                               |
|  | Dominios de la casa de Albret                                                                           |
|  | Dominios de la casa de Foix                                                                             |
|  | Territorio conquistado y anexionado por Castilla en 1515                                                |
|  | Baja Navarra, territorio abandonado por Castilla entre 1521 y 1530 donde siguieron reinando los Albret. |

Escudo de Armas de los Estados Pontificios.

En 1511 Fernando II firmó la alianza con la Liga Santa de la Santa Sede y del dux de Venecia, que posteriormente se amplió al rey de Inglaterra y a Maximiliano de Alemania. En este acuerdo comprendía la intervención militar, expresándolo Julio II en la declaración de guerra a los franceses.
En abril de 1512 murió sin descendencia, en la batalla de Rávena, Gastón de Foix, que también aspiraba al trono navarro. Era hermano de Germana de Foix, segunda mujer de Fernando II. Esto sirvió para reclamar negociaciones con Luis XII de Francia a fin de que se le reconocieran los derechos a su mujer. En la presión al francés, Fernando el Católico consiguió que lansquenetes alemanes atacaran por el norte y con el apoyo inglés amenazó con la invasión de Guyena y Bayona por el sur, acuerdo este que se había firmado en febrero de 1512 entre Fernando el Católico y su yerno Enrique VIII de Inglaterra. En las cartas enviadas a Inglaterra por el Católico se evidencia el interés de romper la neutralidad de Navarra para poder invadirla. Por otra parte, la muerte del pretendiente Gastón de Foix acercó las posturas de Francia y Navarra.
Desde hacía años se estaba preparando el terreno para la invasión con las devastaciones de campos fronterizos y ordenando al general en Guipúzcoa Juan de Silva la movilización militar, esta provincia participaría en cuanto al número de hombres de forma importante como quedaría reflejado en su heráldica tradicional En el mes de abril, los preparativos aragoneses se acrecentaron con reclutamiento de tropas y abastecimiento de provisiones. En abril se produce en Burgos una reunión del rey de Aragón Fernando II con el mariscal Pedro de Navarra y otros principales caballeros navarros, en la que se solicitaba, por parte del rey de Aragón, el paso de tropas por Navarra para hacer la guerra con Francia. Los navarros se negaron pero ofrecieron, a cambio, 100 lanzas para servir al Católico en Italia. En esta línea de intentar evitar la guerra a finales de junio, el mariscal Pedro de Navarra y Juan de Jaso, presidente del Consejo Real, ofrecieron a Fernando II el juramento de las Cortes de Navarra de no permitir el paso por Navarra de ningún tipo de tropas y expresamente de aquellas destinadas a atacar España, e incluso a cualquier otro miembro de la Liga Santa. También se ofreció en poner varias fortalezas navarras en manos de alcaides navarros designados de común acuerdo con el rey de Aragón. A finales de mayo se producen conflictos fronterizos entre las localidades de Sos y Sangüesa.
A su vez, el rey de Navarra se fue en junio a Blois a negociar un pacto similar al conseguido para el Bearn en 1510, el Tratado de Blois. Antes de lograrlo y en plenas conversaciones, el 10 de julio se produjo la invasión castellana de Goizueta, algo a lo que no se dio publicidad, indicando la debilidad navarra. El 17 de julio se hizo público por parte de Fernando II un falso tratado de Blois, en el que se describía como un pacto de agresión, en ese mismo día el mariscal Pedro de Navarra seguía realizando los últimos intentos diplomáticos. La firma del auténtico Tratado de Blois entre el reino de Navarra y la Corona francesa de Luis XII fue el 18 de julio, y en él se estipulaba, entre otros términos, colaboración militar mutua restringida a diversos contextos.
El rey de Aragón Fernando II solicitó autorización para esta invasión a las Cortes de Aragón, así como a la ciudad de Zaragoza en julio. Estos demorarían su respuesta hasta septiembre cuando la invasión ya estaba concluida, y una vez publicada la bula papal Pastor Ille Caelestis, que trataba de dar cobertura papal a la invasión y que fue dictada el 21 de julio, y que no llegó hasta finales de mes o principios de agosto. En ella no se nombraba a Navarra, ni a los monarcas navarros, sino a la imposibilidad de aliarse con el monarca francés. En todo caso el arzobispo de Zaragoza, Alonso de Aragón, hijo de Fernando el Católico, colaboró con un importante contingente de 3000 peones y 400 jinetes en la «guerra santa» para que Fernando II se apropiara del trono de Navarra.
Es muy importante afirmar que Fernando el católico defendió la invasión de Navarra y su posterior nombramiento de rey en base al acuerdo de los reyes de Navarra con Luis XII, rey que había sido excomulgado por el papa Julio II al ser el promotor del conciliábulo de Pisa, creado para deponer al papa. En ningún momento, el rey aragonés alego derechos dinásticos en la retención del reino, ya que no los tenía. Resulta muy interesante una carta personal remitida a su confesor Diego de Deza, arzobispo de Sevilla, en la que expone sus quejas personales comtra los reyes de Navarra por haber pactado el tratado de Blois con Luis XII de Francia, pero no se afirma que lJuan III y Catalina de Navara hubieran participado en el concilio de Pisa. Su culpa era sencillamente haber pactado con el cismático rey de Francia, lo que justificaba la intervención armada en el reino pirenaico.

### La llegada de las tropas aragonesas
El ejército de Fernando II se fue concentrando en Vitoria con el objetivo de mostrar un serio apoyo militar para el partido dinástico beaumontés, tras años de conducta rebelde por parte de la desorganizada facción agramontesa. Estaba a las órdenes de su primo Fadrique Álvarez de Toledo, segundo duque de Alba, y entre sus mandos figuraban experimentados militares, como los coroneles Rengifo y Villalba. Constaba de 2500 jinetes, 12 000 infantes, 1500 lanzas y 20 piezas de artillería con sus sirvientes; a los que había que añadir 400 hombres al mando de Antonio de Acuña, obispo de Zamora. Entre estas tropas estaban 750 infantes de los temidos tercios de Bugía procedentes del norte de África, traídos a bordo de galeras hasta Bilbao. Poco después, antes de la campaña contra Ultrapuertos, se agregaron otros 300 jinetes y 2900 infantes.

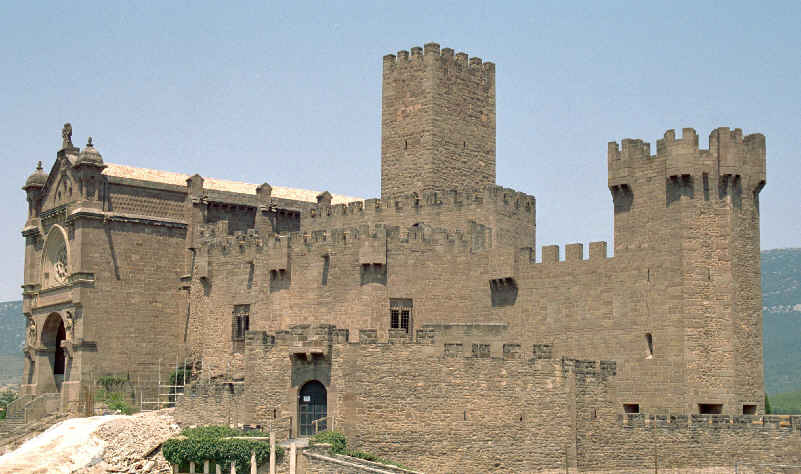
Castillo de Javier, donde residía Juan de Jaso, presidente del Consejo Real de Navarra y padre de san Francisco Javier y de sus hermanos Juan y Miguel, que lucharon contra las tropas aragonesas. Más adelante, el castillo sería desmochado.

Aunque la invasión ya se había iniciado el 10 de julio con la referida toma de Goizueta, el grueso de las tropas entró el 19 de julio por la Burunda y Lecumberri tras la orden dada por Fernando II. Junto a ellas cabalgaban el conde de Lerín, Luis de Beaumont III (hijo del fallecido Luis de Beaumont II en el exilio años antes), y su cuñado el duque de Nájera al frente de 700 coraceros reales. La vanguardia compuesta por 6.000 veteranos iba mandada por el coronel Cristóbal Villalba. Atravesaron la Barranca sin grandes oposiciones, salvo el desalojo en los puertos de seiscientos roncaleses. El día 22 pernoctaron en Huarte-Araquil, al día siguiente se instalaron en Arazuri a las puertas de Pamplona, en el castillo de Juan de Beaumont, hermanastro del conde de Lerín y el 24 en la Taconera. A su paso, algunos nobles navarros beamonteses y también de los agramonteses ofrecieron su colaboración. Juan III de Albret trataba de reagrupar tropas, que fueron insuficientes y tardías concentrándose el rey con sus hombres en Lumbier, para dos días después replegarse a sus posesiones del Bearn. Con el rey fueron Juan de Jaso y Pedro de Navarra, entre otros importantes nobles.
La ciudad de Pamplona -que en aquella época no era la ciudad-fortaleza que se convertiría posteriormente, pues los mismos edificios formaban la muralla- apenas contaba con artillería y en ella vivían entre 6.000 y 10.000 almas. El ejército castellano, compuesto por 15.000 hombres pertrechados con veinte piezas de artillería de grueso calibre, acampó en la Taconera el 24 de julio. El 25 de julio la ciudad firmó la rendición.
Rendida la capital, el duque de Alba envió procuradores a Lumbier, Sangüesa, San Juan de Pie de Puerto, Maya, Estella, Tafalla, Tudela, Roncal y Aézcoa, instándoles a la rendición. La mayoría fueron entregándose, no así los estelleses, tudelanos, los de Maya y los de San Juan de Pie de Puerto.
El 29 de julio los delegados ocupantes plantearon un acuerdo de capitulación, en el que dejaba a Fernando II todas las iniciativas en Navarra y, entre otras obligaciones, el heredero Enrique de Labrit debería ser entregado para su educación. Este documento fue ratificado por Fernando el Católico el 4 de agosto, mientras que los reyes navarros nunca lo hicieron por considerarlo inaceptable.
Tras la rendición de Pamplona, Tudela reunió los esfuerzos de los atacantes. Por un lado, el propio Fernando el Católico fue a Logroño el 12 de agosto para dirigir de cerca las operaciones contra Tudela y Estella. La capital ribera fue cercada, con el refuerzo además de las tropas al mando del arzobispo de Zaragoza e hijo de Fernando II, Alonso de Aragón. La ciudad capituló el 9 de septiembre y el 4 de octubre Fernando el Católico entró en ella para jurar su fueros y privilegios.
La rendición de las plazas fue paulatina, en las que Fernando II se va comprometiendo a salvaguardar sus fueros y privilegios. Sangüesa se entregó el 11 de agosto, el 16 de agosto Lumbier y el 24 de agosto Cáseda. Posteriormente lo hicieron Olite, Tafalla, tras la deserción de Alonso de Peralta que buscó ser nombrado mariscal de Navarra, algo que no se le concedió, y Miranda para el 20 de septiembre.
En la última semana de agosto, el duque de Alba preparó un ejército para atravesar los Pirineos e invadir la Baja Navarra. La vanguardia estaba mandada por el coronel Cristóbal Villalba, con un contingente de 300 jinetes y 2900 infantes, además de diversas piezas de artillería y medio millar más de hombres para manejarla. Se presentaron por sorpresa, por la noche, en Roncesvalles tomando la Colegiata y quemando el pueblo de Burguete. Instalaron el campamento allí el 2 y 3 de septiembre. Fueron tomando Aézcoa, Salazar y Roncal en los primeros días de septiembre. Simultáneamente, tropas aragonesas al mando de Carlos de Pomar habían tomado el castillo de Burgui. Tras pasar los Pirineos fueron conquistando varios castillos, con pequeñas escaramuzas con las tropas de Juan III. El 10 de septiembre se finalizó la ocupación de San Juan de Pie de Puerto, capital de la Baja Navarra y sus alrededores. Una vez sometida, se inició un intenso saqueo e incendio de los pueblos, como Ainhize, Garris, Uhart-Mixe y otros. Los propios cronistas castellanos describen la intensa violencia empleada por las tropas castellanas.

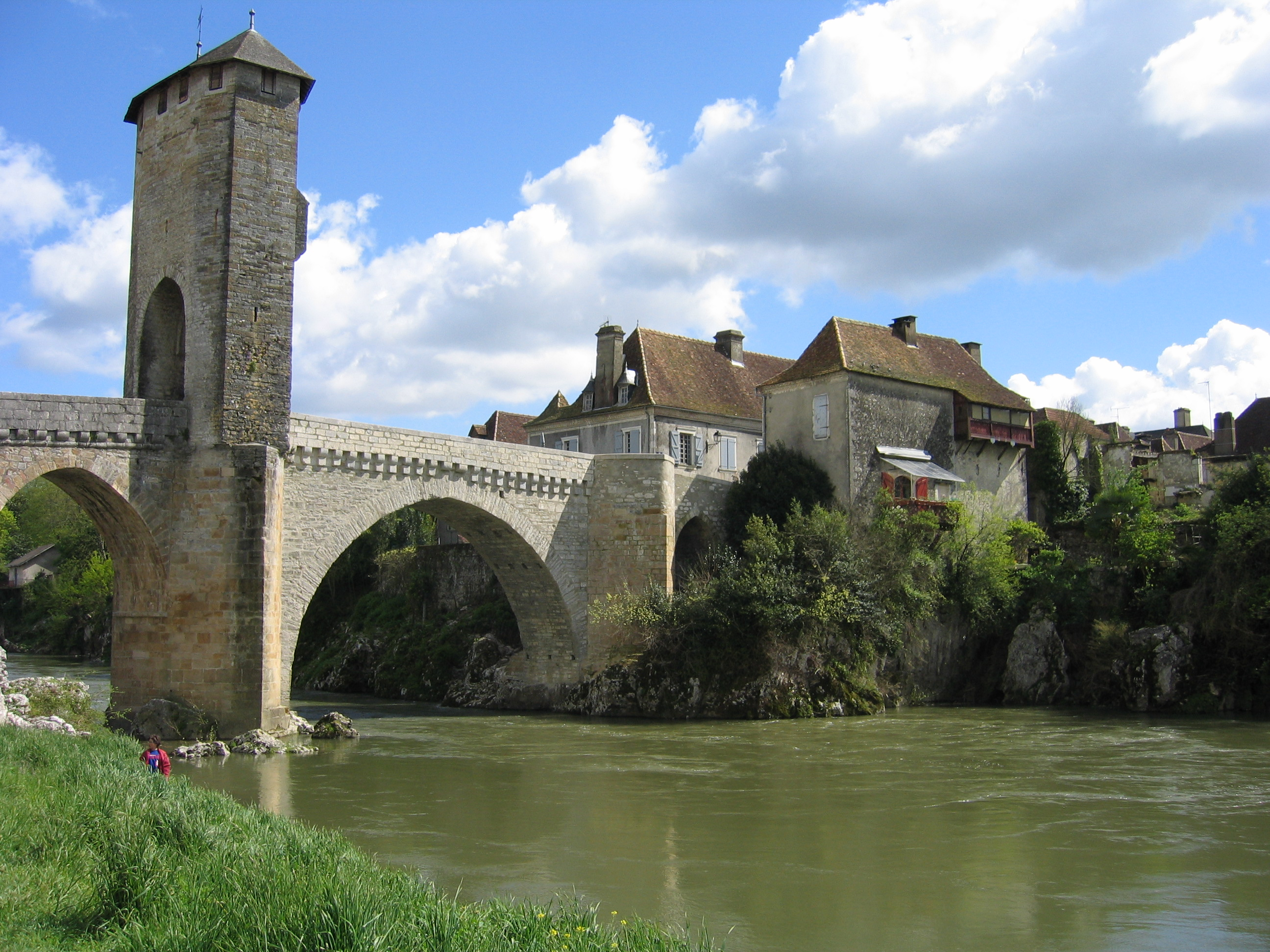
Orthez, donde se replegaron los reyes de Navarra.

Los reyes de Navarra se establecieron en Orthez, manteniendo su cuartel adelantado en Sauveterre. Fernando II envió una embajada encabezada por Antonio de Acuña, obispo de Zamora, para negociar la capitulación. En la propuesta se indicaba que se restituiría el reino a sus monarcas, pero que el heredero debía ser educado en la corte castellana. El embajador fue apresado acusado de espía, lo cual fue denunciado como violación del derecho de embajada. A mediados de septiembre, las tropas castellanas establecidas en Baja Navarra ascendían a 6.600 infantes, 1.600 jinetes y 1.200 soldados. Estas tropas fueron hostigadas por hombres de Luxa, noble beaumontés de la zona. Este hostigamiento, añadido al impago de los salarios y a la falta de víveres, provocó que el 24 de septiembre se sublevara un millar de soldados castellanos de los tercios viejos encabezados por el capitán Valdés. Fueron sofocados y enviados al castillo de Burgui.

### Primer contraataque navarro (1512)
La contraofensiva dependía de las prioridades del aliado Luis XII de Francia que le urgía más defender Aquitania amenazada por castellanos e ingleses que recuperar Navarra. Por ello la ayuda que la reina Catalina de Foix prometió a la sitiada Tudela no se llegó a producir, que, como ya se ha indicado, aguantó hasta el 9 de septiembre. Sólo cuando la expedición inglesa acantonada en Guipúzcoa se hizo a la mar, autorizó a sus tropas ayudar a las navarras. El 30 de septiembre Juan III de Albret publicó en Donapaleu un manifiesto dirigido a los castellanos en la que les invitaba a no hacer la guerra a Navarra y a buscar una solución antes de recurrir a la acción militar. Se ofreció como aliado del príncipe Carlos de Gante reconociéndole como legítimo rey de Castilla, sin que todo ello surtiera efecto alguno. Mientras ordenaba que los gobernadores de las fortalezas navarras cuando se produjera la contraofensiva se sublevaran contra los ocupantes. Ésta se inició a mediados de octubre, del 15 al 21. El ejército se organizó en tres columnas, una hacia Guipúzcoa, otra a la Baja Navarra y una tercera al valle del Roncal.
La primera columna navarro-gascona penetró en Guipúzcoa y sitió a San Sebastián y Fuenterrabía, tras la salida de los ingleses. Realizó escaramuzas, saqueó y devastó, ocupando Oyarzun, Rentería, Irún y Hernani, mientras que Tolosa y San Sebastián resistieron encastillados. Emprendió la retirada en diciembre, tras el fracaso del asalto de Pamplona, incendiando algunas villas ocupadas.
La segunda columna, al mando del duque de Longueville e integrada por ocho mil gascones y bearneses, mil quinientos lansquenetes suizos y un millar de naturales, se dirigió hacia San Juan de Pie de Puerto, que estaba defendida por el duque de Alba y donde se produjo un sangriento enfrentamiento. Ante este avance, las tropas castellanas prendieron fuego a la localidad Ainhice-Mongelos, y cuando aún estaba en llamas, el 19 de octubre, se produjo un enfrentamiento en el que sufrieron doscientas muertes y fueron capturados varios mandos castellanos, mientras que otra parte de la tropa con Rengifo y Mondragón se daba a la fuga. Al conocer la toma de Burgui, el 21 de octubre, y temiendo quedar cercados, las tropas castellanas con el duque se replegaron de la Baja Navarra al día siguiente, dejando pequeñas guarniciones en el castillo de San Juan de Pie de Puerto (ochocientos infantes, doscientas lanzas y una veintena de piezas de artillería) y en el castillo de Maya baztanés para retrasar el avance navarro. El castillo de Maya fue tomado por los navarros, que permitieron salir a los castellanos, aunque sin armas ni bastimentos.
La tercera columna, al mando del rey Juan III de Albret y del general La Palice, entró el 18 de octubre por Ochagavía. El medio millar de navarros beaumonteses y soldados castellanos que defendían los pasos pirenaicos se retiraron a Lumbier; la columna se apoderó de los valles de Aézcoa y Salazar. En Burgui sitió el castillo durante dos días, con posterior asalto y rendición, en la que se produjo la muerte en combate del capitán Valdés. Hay discusión sobre la participación de roncaleses en la defensa del castillo, incluso de la quema del pueblo por parte de los navarro-gascones, cuestionada por la existencia fehaciente de numerosos roncaleses en las filas de Juan III y la larga lista de condenados a muerte por su lealtad al rey navarro.
Hubo alzamientos en varias ciudades del interior como Estella, San Martín de Unx, Cábrega, Murillo el Fruto y Tafalla, entre otras, que fueron sofocados mientras los ejércitos que venían por el norte eran retenidos en las distintas batallas. Un contingente de roncaleses de casi unos cien hombres que se dirigía a la Ribera puso en fuga a tropas aragonesas muy superiores en número (en las fuentes oscila entre doscientos cincuenta y seiscientos) cerca de San Martín de Unx. Destaca la resistencia de Estella, que se alzó a principios de octubre, cuando Fernando II estaba entrando en Tudela, y que finalmente se entregó el 29 de octubre tras cesar la última resistencia en el castillo de Monjardín.
El 24 de octubre llegó el duque de Alba a Pamplona tras replegarse de la Baja Navarra, y continuó con la preparación defensiva de la ciudad. Se destruyeron todos los edificios y tapias, además de viñas y frutales, en los alrededores de la ciudad para evitar cobijos y aprovisionamientos de los atacantes. El flanco sur, que no estaba protegido por el río Arga, fue fortalecido derribando una treintena de edificios. Las fuerzas castellanas superaban a la población, pero solo disponían de dos falconetes y una lombarda. Se ordenó la expulsión de doscientos pamploneses sospechosos de ser agramonteses fieles al rey navarro y se aseguraron, con requisiciones, los suministros provenientes de distintas localidades. En la defensa se cuenta un número de navarros, no muy numeroso, con destacados jefes beaumonteses. En el interior de la ciudad se instaló un cadalso para que sirviera de advertencia a sus habitantes. Las primeras tropas del ejército navarro-gascón llegaron a las cercanías de Pamplona el día 1 de noviembre, mientras que el grueso de los hombres llegó el 3 de noviembre y se situó en las laderas del monte Ezcaba y en Villava y Huarte. Los efectivos del ejército que sitió la ciudad eran más de veinte mil hombres —navarros (unos diez mil), gascones de los territorios de Albret-Foix, albaneses y lansquenetes alemanes—, ocho morteros y otras piezas de artillería. Los sitiadores se hostigaron las defensas del flanco sur para cortar la llegada de suministros a la ciudad, aunque sin lograr un cerco efectivo. Se produjeron diversos ataques y escaramuzas. El primer combate importante se produjo el 7 de noviembre. El desabastecimiento de víveres y la llegada del frío se hicieron sentir con mayor intensidad en las tropas sitiadoras, llegando estas a alimentarse de frutos secos y legumbres cocidas. Un rebaño de seiscientas vacas que se había enviado desde el Roncal a las tropas asediadoras fue interceptado por las del arzobispo de Zaragoza acuarteladas en la zona de Sangüesa. En el interior, el coronel Cristóbal Villalba ordenó, bajo pena de muerte, que las calles se mantuviesen iluminadas y que se acudiese armado en cuanto se diese la señal de alarma. El hambre en el interior también se extendió y ochocientos dieciocho hombres, entre vecinos y criados, se alistaron para poder comer los dos ranchos al día que recibía la tropa. Las tropas navarras rindieron el castillo de Tiebas el 24 de noviembre, al sur de Pamplona. El 27 se realizó otro asalto a la ciudad que fue rechazado. Los refuerzos castellanos de las tropas del duque de Nájera se acercaban a la capital; la noticia desmoralizó a los sitiadores que, tras un último ataque el 29 de noviembre, emprendieron la retirada hacia el Baztán. El día 30, cuando aún se replegaban los últimos hombres, las tropas de refuerzo castellanas —seis mil infantes— llegaron a la ciudad.
Las fuerzas que se replegaban desde Pamplona fueron perseguidas por los capitanes Pedro López Padilla y Charles de Góngora (jefe beaumontés), así como otros destacados navarros beaumonteses; las acometieron, matando y apresando a unos cuantos grupos de gascones y bearneses en la proximidad de Aoiz; a algunos cautivos los llevaron a Pamplona, donde arrastraron las banderas conseguidas.
El duque de Alba cursó órdenes a Diego López de Ayala, alcaide de Fuenterrabía, para que cerrara el paso al enemigo en retirada. La retaguardia de este, compuesta por lansquenetes alemanes, fue sorprendida por las tropas de López de Ayala al pasar por el puerto de Velate, en las que predominaban guipuzcoanos oñacinos; allí se libró la llamada batalla de Velate, aunque no parece que fuera una auténtica batalla, sino una mera escaramuza. En ella se refiere que pudieron caer en la persecución hasta mil hambrientos lansquenetes alemanes, y eso sí, se apoderaron de diez o doce valiosos cañones que figuraron hasta época reciente en el escudo de Guipúzcoa.
Posteriormente, las tropas castellanas se dirigieron a cercar el castillo de Maya, que tras distintos enfrentamientos, además de en otros puntos del Baztán, fue rendido por tropas castellanas al mando de Francés de Beaumont, que se hicieron así con el dominio total del Baztán.

### Consolidando la ocupación
El 17 de diciembre de 1512 se nombró como primer virrey y capitán general de Navarra a Diego Fernández de Córdoba y Arellano, marqués de Comares. Los cargos más destacados se asignaron a personas de total confianza de Fernando II siendo foráneos al reino, como fue el tesorero general de Navarra, el vicario obispal, el presidente del Consejo Real, regidores de vara, para sustituir a los alcaldes... Asimismo se fueron produciendo distintos nombramientos premiando la fidelidad a los nuevos gobernantes, como el otorgado a consejeros reales, al notario de la Cámara de Comptos y otros cargos. En mayo de 1513 fue nombrado el conde de Lerín, Luis de Beaumont III, canciller de Navarra y más tarde presidente del Consejo Real.

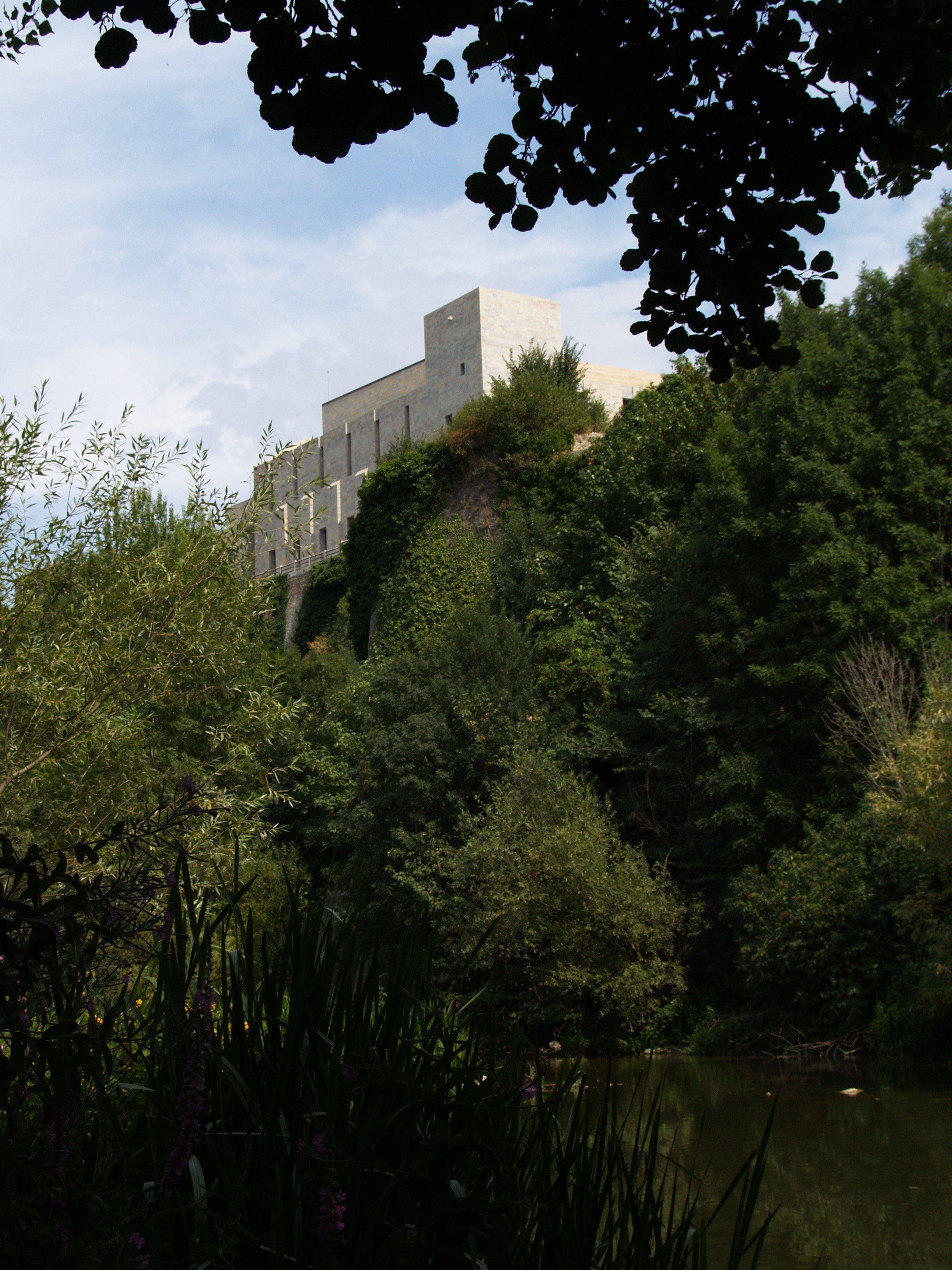
El Palacio Real de Pamplona se convirtió en la residencia de los Virreyes de Navarra. En la actualidad alberga el Archivo General de Navarra.

Las Cortes de Navarra se reunieron el 23 de marzo de 1513, una vez conocida la bula que excomulga expresamente a los reyes de Navarra, Exigit Contumacium del 18 de febrero. En ellas, el virrey hizo público un perdón general siempre que se acatasen las nuevas autoridades, y en nombre de Fernando el Católico juró respetar los fueros, usos y costumbres del Reino, aunque las promesas se supeditaban a la finalización de la guerra. En la reunión faltaron la mayoría de los nobles de la facción agramontesa, así como varios abades correspondientes al brazo eclesiástico. Fernando II ratificó el juramento el 12 de junio de 1513.
El Papa Julio II, poco antes de morir, excomulga mediante la bula Exigit Contumacium a los reyes de Navarra de la casa de Albret y también se libera a los súbditos navarros del juramento de fidelidad a sus reyes, quedando el reino a merced de quien lo tomara primero, y justifica, por tanto, la invasión de Fernando II. Posteriormente, León X confirmó y modificó esta bula con las peticiones del rey Fernando II, sin que las gestiones diplomáticas en los años 1514 y 1515 por parte de los navarros fructificaran. El aislamiento de los reyes de Navarra se acrecentó cuando Fernando el Católico firmó con Luis XII las Paces de Urtubia que entraban en vigor el 1 de abril de 1513, por las que aquel renunciaba a sus pretensiones sobre los condados de Foix y Bearn, basados en los derechos de su esposa Germana de Foix, y el francés admitía el dominio hispano sobre Nápoles y le retiraba el apoyo a los reyes navarros. Un año después se celebró otro tratado en Orleans que confirmaba el no dar ningún apoyo ni militar ni financiero a los navarros. La eficacia se comprobó cuando Enrique VIII de Inglaterra rompió su alianza con el rey aragonés e intentó mandar 10.000 arqueros para Navarra y, entonces, el rey francés se negó a apoyarle. Esta tregua fue de gran valor para el asentamiento de los castellanos y aragoneses en Navarra.
La Baja Navarra se encontraba bajo un control precario por parte de las tropas de Fernando II, con intentos de negociación con los naturales, aprovechado el aislamiento tras la firma de las paces de Urtubia. Sin embargo hubo destacadas desafecciones, como la del beaumontés señor de Luxa, primo del conde de Lerín. El hostigamiento a las tropas fue constante no logrando una normalización del territorio. Mediante un documento realizado un año antes, se logró que el 20 de agosto de 1514 los nobles de esta parte navarra firmaran fidelidad al rey castellano-aragonés a cambio del reconocimiento de sus privilegios y de no ser obligados a combatir a Juan III de Albret. A partir de ahí se intentó consolidar una administración civil, sin éxito.
El sistema defensivo se reforzó en las zonas estratégicas con vistas a una posible agresión desde el norte, destacando la construcción del nuevo castillo en Pamplona, el Fuerte de Santiago, y se inició la demolición de otros castillos para evitar la rebelión interior. Pamplona será la fortaleza más impresionante del Imperio español durante siglos. En todo caso, la persecución de los derrotados fue sistemática con condenas a muerte, destierros y confiscaciones, y por el contrario, premiando a los favorables a la ocupación. Por ello los cargos de la administración navarra con Juan III de Albret que prestaron juramento de obediencia y fidelidad a Fernando el Católico, fueron mantenidos en sus puestos.
Desde el principio se implantó la Santa Inquisición, con el nombramiento de inquisidores el 21 de septiembre de 1512. Fernando II, el 21 de diciembre de 1513, otorgó potestad de formar tribunal del santo Oficio en Pamplona dependiente de la jurisdicción de Zaragoza. Tras las protestas de las Cortes de Navarra, se trasladaron en 1516 a Tudela. Se realizaron fuertes restricciones al comercio, no sólo con el exterior, estando prohibido con el que provenía del norte, sino que también se producía una restricción en el interior del reino, y el que se daba con Castilla y Aragón debía pagar peaje (mientras que estos tenían exenciones), produciendo importantes desabastecimientos.

Escudo de Fernando II de Aragón posterior a 1512 tras la incorporación de Navarra. Originalmente el rey Católico había previsto adscribir Navarra a la Corona de Aragón y ello explica que el emblema navarro figure partido con los palos de Aragón.

En un primer momento, la adscripción de la conquista fue al reino de Aragón, pero quizás por el poco apoyo ofrecido desde Aragón, y por el contrario, el apoyo militar mayoritario del de Castilla, hizo que Fernando el Católico decidiera adscribirla a Castilla. Para legalizar la incorporación de Navarra a Castilla, el duque de Alba informó de esta decisión el 11 de junio de 1515 a las Cortes Castellanas reunidas en Burgos. Ningún navarro participó, ni tampoco hay mención de representantes navarros, ni siquiera como testigos. Fernando el Católico lo ratificó un mes después. No consta que esta incorporación de Navarra a Castilla provocara ningún tipo de queja por parte de las autoridades oficiales navarras aunque tras la muerte de Fernando II las Cortes de Navarra no aceptaron como reina a la reina de Castilla Juana I sino al nieto de Fernando II, el futuro Carlos V. Se sabe que por las mismas fechas se personó en Burgos una delegación enviada por las Cortes navarras e integrada por don Rodrigo adad de Iranzu, Jaime Díaz señor de Cadreita y Miguel de Aóiz alcalde de Corte, con objeto de solicitar el reparo de los agravios denunciados por los Cortes con respecto a los abusos judiciales y a las indemnizaciones por los daños causados en la ciudad de Pamplona, que continuaban pendientes y seguían sin repararse a pesar de las promesas.
Tras la muerte en Francia de Luis XII a principios de 1515, ascendió al trono Francisco I, quien posteriormente apoyará a los reyes navarros, rompiendo su aislamiento.

### Segundo contraataque navarro (1516)
El rey Fernando el Católico un día antes de su muerte, en enero de 1516, redactó el testamento en el que hacía una referencia expresa al derecho con el que se apropió Navarra y en la razón religiosa de la apropiación por "la notoria cisma conspirada contra la persona del Sumo pontífice y Sede Apostólica y contra le patrimonio de aquella...". La sucesión castellana era para Juana I, que tenía dificultades para proclamarse reina, por lo que el cardenal Gonzalo Jiménez de Cisneros evitó un vacío de poder, ampliando sus poderes, manteniendo una red de espías y estimulando medidas para el aumento del ejército. El cardenal era consciente del posible ataque para recuperar el reino de Navarra, por lo que incrementó en unos 6.000 hombres el contingente militar. El virrey ordenó una concentración de tropas en Pamplona. La relación de tropas de esos meses era de 318 jinetes, 557 hombres de armas, 1583 reclutas castellanos, 2.094 soldados de la infantería vieja y nueva a las órdenes de Villalba y dos centenares del conde de Lerín y otros caballeros navarros que les apoyaban. En la ciudad se realizó un alarde el 8 de marzo. Se abasteció en especial a la guarnición de San Juan de Pie de Puerto de alimentos y armas. En este periodo, en el que los ocupantes desconfiaron de muchos navarros, incluso existieron dudas de la fidelidad del conde de Lerín, al que su mujer Brianda Manrique (hermana del duque de Nájera) dejó, posiblemente por las posibles negociaciones del conde con los reyes navarros. Declarado traidor huyó del reino al de Aragón, cuando se decretó su apresamiento. Más tarde volvería jurando fidelidad a Carlos I (en junio de 1516).
El monarca galo Francisco I estaba enfrascado en las guerras de Italia, no prosperando la alianza franco-navarra, afirmando que "el Estado en pleito [Navarra] apenas vale 20.000 escudos". Por orden de los reyes de Navarra el mariscal Pedro de Navarra realizó gestiones diplomáticas ante la Santa Sede para la recuperación del reino, que fueron inútiles, para, posteriormente, recibir el encargo de recuperar militarmente el reino. A primeros de marzo se prepararon tres cuerpos de ejército de unos 10.000 hombres. La primera columna con Juan III de Albret al frente sitiaría San Juan de Pie de Puerto. La segunda, a las órdenes del vizconde de Baigorri, ocuparía Roncesvalles para controlar este importante paso, y la tercera, al mando del mariscal con 1.200 hombres, entraría por Salazar y el Roncal. Todo ello se inició el 17 de marzo y a la par que entraba el mariscal en Navarra, se producía el alzamiento en varias villas que inicialmente tuvieron éxito, como Sangüesa, Olite y Marcilla, para posteriormente ser sofocados y sufrir la ulterior represión.
El ejército castellano desde San Juan de Pie de Puerto, tras dejar una pequeña guarnición, se replegó hacia Roncesvalles. Al mismo tiempo Villalba por el sur llegó también a Roncesvalles. Tras afianzar este importante paso, el coronel Villalba fue al Roncal en busca del mariscal Pedro de Navarra. Mientras la columna al mando del mariscal constató el fracaso del apoyo esperado por la segunda columna, que le tenía que aportar víveres, y el intenso frío, que le había producido numerosas bajas. Por ello, el 22 de marzo, al encontrarse los dos ejércitos en Isaba entablaron conversaciones para la rendición, quedando apresado Pedro de Navarra, que moriría años después (1522) en la prisión del castillo de Simancas posiblemente asesinado. Días después, al conocer el fracaso de la expedición, Juan III ordenaba el repliegue al Bearn. Al entrar las tropas españolas en San Juan de Pie de Puerto se dedicaron al saqueo de las casas. Asimismo fueron sometidos otros pueblos de la Baja Navarra. Posteriormente se emitió una amnistía general de la que se excluyó a los que hubieran cometido delito de traición, es decir que habiendo jurado obediencia participaran en la rebelión. Para volver era preciso jurar fidelidad.

### Segunda consolidación
Para evitar posteriores problemas, el cardenal Cisneros, regente de Castilla, ordenó la demolición de todas las fortalezas, incluidas las pertenecientes a los aliados navarros beamonteses, sólo se exceptuaban alguna de estos y las consideradas estratégicas. Para ello se empezó por la de Sangüesa por la reciente sublevación. Por otro lado, se remozaron las del cinturón pirenaico, pero sobre todo las defensas de Pamplona. Se castigó a los sospechosos y se estudió la posibilidad de deportar a gran número de navarros a Andalucía, algo que finalmente no se llevó a cabo, exceptuando a los navarros musulmanes de la Ribera Navarra, para los que en mayo de 1516 se decretó su expulsión. También en ese mismo mes juró como nuevo virrey Antonio Manrique de Lara, duque de Nájera que era cuñado del conde de Lerín, y tras ello este último retornó del exilio.
Juan III de Albret murió el 17 de junio de 1516, y Catalina de Foix el 12 de febrero del año siguiente, pasando a ser el heredero Enrique II de Navarra el Sangüesino.
Mientras tanto el rey francés Francisco I y Carlos I de España suscribieron un acuerdo en Noyon en agosto de 1516, en el que arreglaba el litigio sobre Nápoles esquivando el de Navarra. Carlos I prometió que, cuando llegara a Castilla, examinaría en justicia si sus títulos sobre Navarra eran legítimos y que indemnizaría o compensaría en lo justo. Este acuerdo no se llevó a cabo. En octubre del mismo año el parlamento de París declaraba la independencia política de los monarcas navarros respecto a la Corona francesa. Carlos I se negó a la devolución de Navarra al rey Enrique II invocando razones de seguridad, y trató de realizar un arreglo dinástico casando a Enrique II con Leonor de Austria, que Francisco I vetó, para que finalmente contrajera matrimonio con la hermana de este último, Margarita de Valois.
En mayo de 1519 se realizó otro intento de resolver los contenciosos de Navarra y Nápoles en las conferencias de Montpellier, entre los reinos francés y español.
En la Baja Navarra la ocupación fue en todo momento muy inestable, con continuas ocupaciones y abandonos. Esta situación quedó plasmada por un vecino de Irurita de nombre Martín Alemán que, haciendo referencia a la villa y fortaleza de San Juan de Pie de Puerto, describía: "fue tomado por otras veinte veces más por la casa de Castilla y después cobrado por la de Francia".
La muerte de Maximiliano I, convirtió a Carlos I emperador en julio de 1519, situando a Francia completamente rodeada por territorios bajo la soberanía imperial, lo que llevaba a que Navarra fuera un frente más de ambas hegemonías. Con respecto a Navarra Carlos I anuló privilegios y otras concesiones y prohibió el comercio con otros reinos, con un amplio despliegue militar para asegurar estas órdenes.
En mayo de 1520 se inició la Guerra de las Comunidades de Castilla, ordenando en octubre al virrey de Navarra el reclutamiento urgente de 2.000 soldados, para evitar el riesgo de sublevaciones. En abril de 1521 se utilizaron numerosos efectivos de los existentes en Navarra para participar en la toma de Salvatierra y de Vitoria, contra el conde de Salvatierra, lo que llevó a una importante reducción de soldados y artillería en Navarra.

### Tercer contraataque navarro (1521)

Escudo de armas Imperial de Carlos I de España, donde figuraba el escudo de Navarra en uno de sus cuarteles.

En 1521, Carlos I de España y Francisco I de Francia mantienen una postura de rivalidad. Ambos habían pretendido el Imperio, que heredó Carlos. La incipiente España estaba extendiendo su Imperio por Europa y América. Francisco I tenía sus miras puestas en el Reino de Nápoles ocupado por los españoles, y Carlos I en el Milanesado y parte de Borgoña, ocupados por Francia. Las hostilidades empiezan cuando tropas no regulares francesas atacan el Luxemburgo imperial. La guerra se extiende a las fronteras de Flandes y Carlos I hace alianza con Inglaterra y los Estados Pontificios contra Francia. Francisco I, aprovechando la Guerra de las Comunidades que asolaba Castilla y la de las Germanías de Valencia y apoyando al rey de Navarra Enrique II, envía a André de Foix, Señor de Lesparrou o de Asparrots, para reconquistar Navarra. 
Los preparativos para la expedición sobre Navarra se retrasaron hasta principios de mayo de 1521, y aunque la revuelta comunera la había dejado prácticamente desguarnecida, era tarde pues Carlos I volvía a tener el control de Castilla tras su victoria en la batalla de Villalar. Con todo esto, en mayo de 1521, sin esperar a las tropas, tuvo lugar un alzamiento generalizado en toda Navarra, como las significativas ciudades de Pamplona, Estella, Tafalla, Olite y Tudela e incluidas las que habían sido beaumontesas, y que había sido preparado desde el interior. Al mismo tiempo las tropas mandadas por el general Asparrots, compuestas por 12.000 infantes en su mayoría gascones y que contaban con artillería pesada, rindieron el 15 de mayo San Juan de Pie de Puerto, posteriormente Roncesvalles y Burguete. El día 17 André de Foix tomaba juramento en nombre de Enrique II en Villava. Antonio Manrique de Lara, duque de Nájera y virrey de Navarra, salió huyendo de Pamplona hacia Alfaro el mismo día 17, siendo asaltado en el camino y saqueado en Esquíroz. En el alzamiento de Pamplona los escasos soldados castellanos se quedaron encastillados en la fortaleza durante dos o tres días. Entre ellos estaba el guipuzcoano oñacino capitán Iñigo López de Recalde, que fue herido en el bombardeo realizado durante seis horas para rendir la plaza. Entre los atacantes se hallaban los dos hermanos de Francisco de Jaso, Miguel y Juan (hijos del presidente del Consejo Real depuesto Juan de Jaso), que se quedarían al cuidado de la ciudad.
La recuperación del reino no había sido muy sangrienta. Se produjeron enfrentamientos con unos 1.000 guipuzcoanos oñacinos en el monte Zengarrén, donde hubo unos 17 muertos y otros cuatro muertos en Yesa cuando se cortó el paso a tropas que huían, además de los heridos en la fortaleza de Pamplona. Posteriormente tampoco se produjeron episodios de depuración con la población beaumontesa y muchos de los cargos se mantuvieron. La recuperación del reino sólo tardó quince días, más fulgurante que la efectuada por el duque de Alba en 1512.

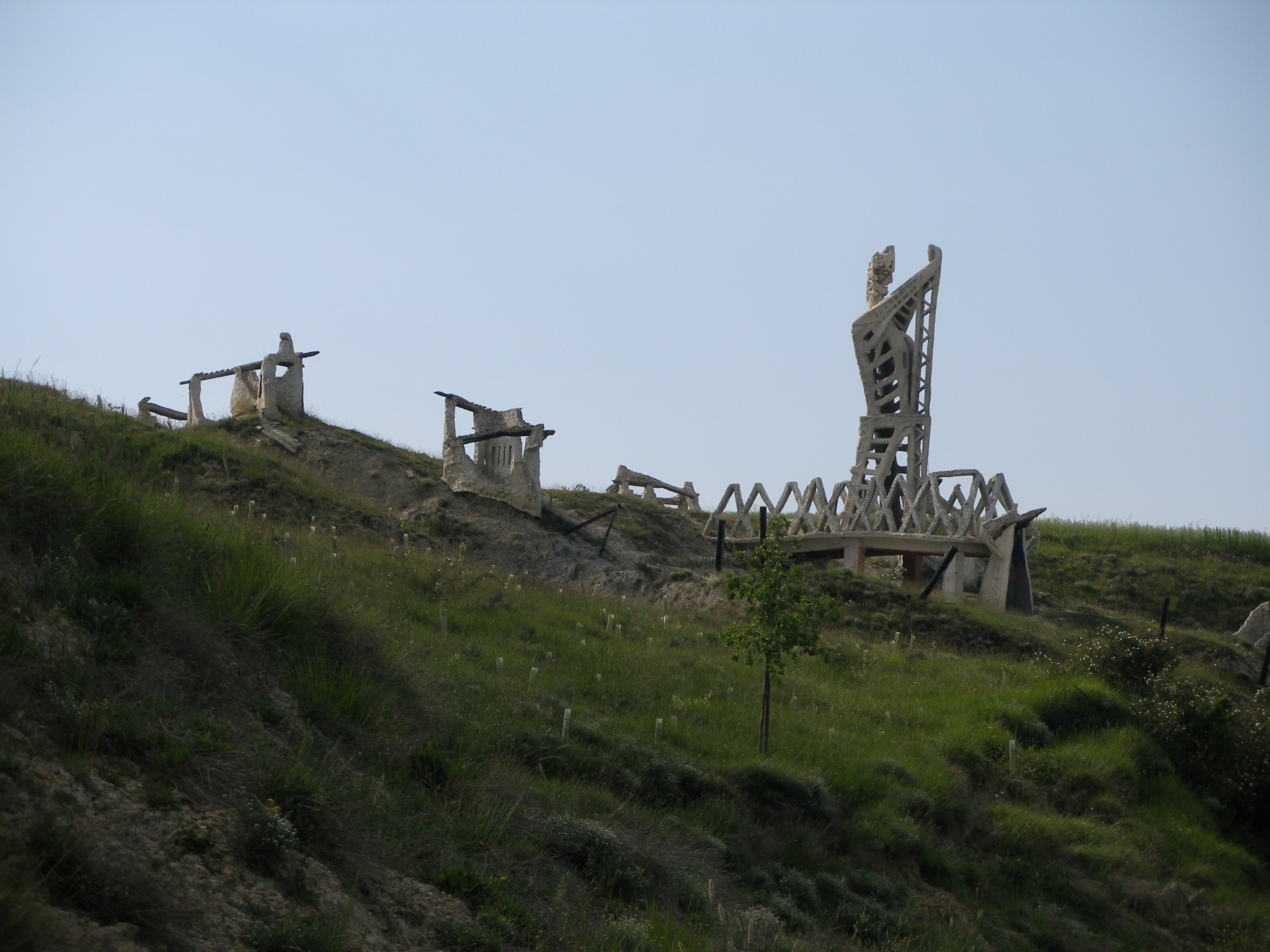
Monumento erigido en recuerdo de la Batalla de Noáin. Esta fue determinante en el destino de Navarra.

Tras tomar la capital, las tropas de André de Foix, formadas por bearneses, labortanos, franceses y bajonavarros y engrosadas después por altonavarros, atravesaron el reino para atacar Logroño. A su paso rindió y saqueó Los Arcos que se mantenía fiel a Carlos I, que pertenecía a Castilla desde 1463, y que ofreció resistencia a su avance. El general francés en vez de asegurar el territorio se dirigió y cercó Logroño. El 5 de junio las baterías de Asparrots bombardeaban la ciudad, pero el día 11 tuvo que levantar el cerco e iniciar el repliegue hacia Pamplona, al reorganizarse el ejército imperial.
Se puede aceptar por válida la cifra aportada por Prosper Boissonnade que cifra en 30.000 los soldados reclutados por el ejército imperial para recuperar Navarra. El reclutamiento de estas fuerzas se desglosa de la siguiente forma: unos 7.000 hombres del Condestable de Castilla; unos 5.000 de los territorios de Vizcaya, Álava y Guipúzcoa; unos 4.000 aportados por el conde de Lerín; entre 1.000 y 1.200 soldados de cada una de varias ciudades como Segovia, Valladolid, Palencia, Burgos, Salamanca y Toro; 800 por Medina del Campo y 500 de Ávila y en menor medida de otras ciudades. Además de tropas aportadas por los miembros de la nobleza sus deudos y allegados. En muchos casos el reclutamiento fue realizado entre los vencidos de la Guerra de las Comunidades.
Durante el repliegue de las tropas de Asparrots, las primeras escaramuzas ocurrieron en la villa de Puente la Reina, donde se produjo un resultado adverso para los castellanos, que perdieron un escuadrón completo de 300 hombres. Posteriormente, y dada las superioridad numérica de las fuerzas castellanas, estas ocuparon Estella y Puente la Reina. Finalmente presentaron batalla en las cercanías de Pamplona el 30 de junio, librándose en campo abierto la sangrienta Batalla de Noáin, con la derrota de los franco-navarros y donde murieron más de 5.000 combatientes, casi todos de las tropas de André de Foix, resultando este herido y preso. Cinco días después entraron los gobernadores generales en la capital del reino, tras negociar su rendición. En esta negociación se acordó la liberación del general Asparrots. A finales de julio cayó la villa de San Juan de Pie de Puerto.
Fue nombrado como nuevo virrey el conde de Miranda, Francisco de Zúñiga y Avellaneda, en agosto de 1521 y en noviembre Carlos I de nuevo ordenó el derribo de las fortalezas que aún quedaban en pie, manteniendo únicamente las de Pamplona, Estella y Puente la Reina, así como la confiscación de bienes, condenas a muerte y destierros de los vencidos.
Tres meses después de la derrota de Noáin, los partidarios de Enrique II se reorganizan al mando del almirante Guillermo Gouffier, señor de Bonniver, concentrando un poderoso ejército en San Juan de Luz, contando con 6.000 lanskenetes, y el resto del grueso por gascones y navarros. Ocupan el castillo del Peñón y parece que también San Juan de Pie de Puerto (en 1523 volvió a ser recuperada por el ejército imperial). El castillo de Maya, que había sido remodelado y reforzado, cayó en septiembre ante una fuerza formada por 6.000 hombres. El 18 de octubre también se tomó Fuenterrabía, manteniendo una franja Baztán-Bidasoa, bajo control de los naturales.
En marzo de 1522 los castellanos volvieron a tomar Roncesvalles, con su derribo parcial y fortificación, y el castillo de Orzorrotz en la peña de Ekaitza sobre las localidades de Ituren y Zubieta.
El 10 de mayo de 1522 el Emperador concedió un perdón general con la excepción expresa a más de 400 personas.
El 17 de junio, en una batalla con bajas en ambas partes, los castellanos tomaron Santesteban, que fue incendiada, y de este modo, la línea defensiva navarra del Baztán-Bidasoa quedaba cortada. El 28 de junio el ejército imperial conquistó el castillo de Behovia, tras ser abandonado. Dos días después sucedería la batalla del monte Aldabe en las cercanías.
En julio fue cercado por 10.000 hombres el castillo de Maya, donde todos los defensores eran navarros, capitulando el 22 de julio de 1522. Los defensores fueron apresados y llevados a Pamplona, catorce días después murieron Don Jaime Vélaz de Medrano y su hijo Don Luis Velaz de Medrano, con sospechas de envenenamiento. Tras la toma de la fortaleza se procedió a realizar procesamientos judiciales y posteriores ajusticiamientos. El mariscal Pedro de Navarra, preso desde 1516, y que reiteradamente había sido presionado para romper con su fidelidad al rey navarro, apareció muerto el 24 de noviembre en la prisión del castillo de Simancas, acuchillado. Esta muerte se ocultó hasta el 9 de febrero de 1523, dando la versión oficial de suicidio, sin que se pueda determinar si fue una ejecución secreta.
Las Cortes de Navarra se encontraban divididas entre las que se reunían en Pamplona, que denunciaban distintos agravios, en las que destacan los puestos en los mandos de las fortalezas, de los miembros del Consejo Real y en la forma de derogar las leyes del reino; y por otra parte las que Enrique II convocaba en Saint Palais para aplicar en la Baja Navarra. El 28 de agosto de 1523 se reunieron estas últimas para realizar un ordenamiento institucional según uso y costumbre y la emisión de moneda propia, que fue considerada un desafío al emperador. La caída del castillo de Maya no había supuesto un cese en las hostilidades, ya que se producían ataques de forma esporádica en forma de guerrillas, que impedían los abastecimientos de las tropas imperiales.
En octubre de 1523 Carlos I fue a Pamplona para preparar la campaña contra los resistentes navarros en Fuenterrabía y en la Baja Navarra, y mientras preparaba una gran ofensiva decretó en diciembre otro perdón real, excluyendo en esta ocasión a 152 representantes de familias navarras. Se dispensaba su gracia quien volviera a su obediencia antes del 22 de diciembre, aunque se mantenía la confiscación y secuestro de sus bienes.
Ésta ofensiva se llevó a cabo en el invierno de 1523-24 y contaba con 24.000 hombres que se prepararon en Navarra y Guipúzcoa y otros 3.000 hombres del virrey de Aragón que avanzaría hacia el Bearn. La intención era llegar hasta Toulouse, divididos en tres columnas para atacar, Labort, Baja Navarra, Sola y el Bearn. Iniciaron la campaña con la tomas de San Juan de Pie de Puerto, Saint Palais. La primera columna contactó con la segunda en Ustaritz y fracasaron en la toma de Bayona y la tercera columna, por su parte, llegó a Oloron sin que tampoco lograran rendirla. Al no superar los factores climáticos y orográficos iniciaron la retirada sin aproximarse a Toulouse. Tras un mes volvieron con la pérdida de una cuarta parte de las tropas por deserciones y enfermedades. En los ataques y retirada resultaron destruidas las poblaciones de Oloron, Navarrenx, Garris, Sordes, Hastingues, Maule, Sauveterre y Bidache, y el saqueo de otras.

Escudo de Navarra, con cadenas, empleado tras su conquista.

Reorganizados en febrero tras esta expedición, sitiaron de nuevo la Fortaleza de Fuenterrabía. El 2 de febrero comenzó el bombardeo. Mientras se negociaba su rendición, abandonaron el castillo los franceses el 27 de febrero, manteniéndose los navarros en él. El 29 de febrero se decretó un perdón a los navarros a cambio de su entrega y sometimiento, entregándose la plaza en abril de 1524, dos años y medio desde su toma.
Este amplio perdón fue eficaz y un gran éxito para las fuerzas imperiales, con la integración en sus fuerzas de antiguos enemigos y dando paso a una consolidación de la administración castellana en el reino. Aunque no todas las reintegraciones prometidas se cumplieron.
Mientras tanto, los franceses fueron derrotados en Milán, que tienen que abandonar. Francia se ve acosada por todos lados, pero resiste a los ingleses cerca de París, a los alemanes en Borgoña y a los españoles en Bayona. Las tropas de Carlos I entran en la Provenza, ponen sitio a Marsella, pero sin rendirla. En esta situación se dio la batalla de Pavía, el 24 de febrero de 1525, allí fueron apresados Francisco I y Enrique II, y llevó a que el primero firmara en enero de 1526 el Tratado de Madrid. En su artículo séptimo se pedía que dejara de apoyar al rey navarro en los intentos de reconquistar Navarra. Enrique II se escaparía en 1527.

## Evolución posterior

### Baja Navarra

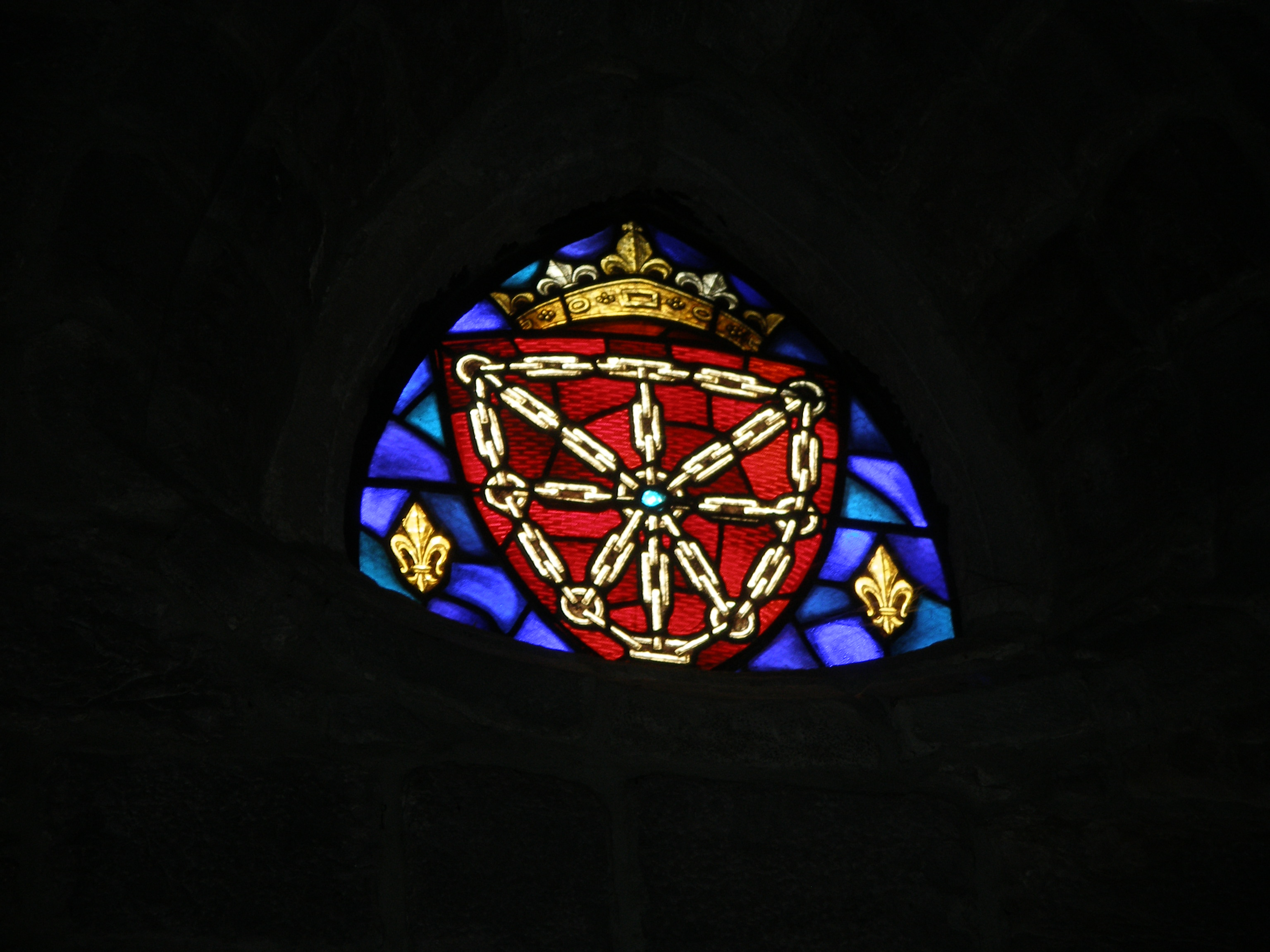
Vidriera de la iglesia de San Juan de Pie de Puerto, donde se aprecia el escudo de Navarra sobre un fondo azur y flores de lys.

Desde septiembre de 1521, la plaza de San Juan de Pie de Puerto estaba en manos de leales a Enrique II. En 1525 se volvió a retomar con una expedición militar. Posteriormente hizo falta otra expedición al mando de Hernando Sandoval a la Baja Navarra en septiembre de 1527, para volver a controlar la situación y pedir obediencia al Emperador en los distintos pueblos. En julio de 1528 se constata ya que Carlos I la dio por perdida, recobrándola Enrique II. Los cronistas retrasan hasta 1530 el abandono de la fortaleza de San Juan de Pie de Puerto, cuya defensa resultaba difícil de mantener. El abandono de este territorio tenía que ver con el interés de firmar la paz con Francia, que se hizo en Cambray el 5 de agosto de 1529.
Esta pequeña parte de Navarra se mantuvo como reino independiente y sus reyes siguieron titulándose como "reyes de Navarra". En 1589 su rey Enrique III de Navarra, de estirpe capeta, asumió también el reino de Francia, tras el asesinato del rey de Francia Enrique III de Francia, y después de abjurar y convertirse al catolicismo con la famosa frase de "París bien vale una misa". Incorporó todos sus territorios patrimoniales a la corona de Francia, con excepción de Navarra, Bearn, Donezan (extremo sureste de Ariège) y Andorra. Tras la muerte de Enrique III en 1610, también asesinado, asumió la corona Luis XIII de Francia, que nunca había estado en Navarra, y en octubre de 1620 entró en Pau, sometió a Navarrenx y allí ordenó la incorporación del reino de Navarra, así como del vizcondado de Bearn a la Corona francesa. La Chancillería de Saint Palais desapareció en 1624 incorporada al Parlamento de Navarra, que tuvo su sede en Pau, donde se utilizaba el bearnés y francés. Los bajo navarros se quejaron de la no utilización de su lengua, el euskera, y porque el reino pasaba a ser una provincia cautiva, privada de todas sus leyes, privilegios y libertades. Los monarcas franceses siguieron manteniendo siempre el título de "Reyes de Francia y Navarra".
Tras la Revolución francesa de 1789 desapareció como reino. En el verano de ese año se reclamó en los Estados Generales navarros el volver a las libertades, recuperando sus instituciones y rescatando el reino. Esto fue en vano, los estados Generales navarros fueron abolidos y se diseñó una jurisdicción nueva junto con Bearn, Sola y Labort formando el departamento de Bajos Pirineos, hoy Pirineos Atlánticos.

### Alta Navarra

José Bonaparte recuperó las cadenas de Navarra en el escudo de España que ya figuraban en las armas de Carlos I, que no fueron mantenidas por sus sucesores.

Tras la rendición de Fuenterrabía, la amnistía fue amplia y permitió volver a muchos que habían luchado en contra del Emperador y recuperar parte de sus bienes. Se prohibió el comercio con el norte de los Pirineos y se impuso un control estricto del paso de personas. 
Se modificó el sistema administrativo, judicial y legislativo, sustituyéndose por un sistema feudal. 
En el testamento de Carlos I hay referencias a Navarra en la que parece dudar de sus acciones: 

en lo que toca al reyno de Navarra, haya de mirar y con diligencia examinar y averiguar sinceramente, si de justicia y razón seré obligado a restituir el dicho reyno o en otra manera satisfacer o compensar a persona alguna. Y lo que fuese hallado, determinado y declarado por justicia, se cumpla por efecto, por manera que mi ánima y conciencia sea descargada.
Testamento Carlos I recogido en ”Navarra, 1512-1530” 

Pamplona siguió siendo considerada “plaza fuerte”, destacando sus murallas y la construcción de una ciudadela de "cinco puntas", en que los dos primeros baluartes de la misma en construirse fueron los que miraban hacia el interior de la ciudad para su control. Se convirtió en la fortaleza más impresionante del Imperio español hasta principios del siglo XX. Hasta 1889 no se empezaron a derribar estos dos baluartes de la ciudadela para realizar el Primer Ensanche de Pamplona, en el interior del recinto amurallado. El mismo se completó con la edificación de nuevos cuarteles militares. No sería hasta entrado el siglo XX, en 1920, cuando se demolió una parte de las murallas exteriores para efectuar el Segundo Ensanche y tras comprobar que la nueva tecnología empleada en la Primera Guerra Mundial hacía obsoleta la defensa con murallas de la Época Moderna.
Siguió teniendo la denominación de reino hasta 1841, tras la pérdida de la primera guerra carlista, en que se decretó la Ley de Modificación de Fueros de Navarra que aplicaba la derogatoria de la Ley de Confirmación de Fueros de 1839, en que pasó a ser una provincia aunque manteniendo ciertos atribuciones fiscales y administrativas. Entonces desaparecieron también los virreyes de Navarra, de los cuales sólo uno fue navarro, Francisco Espoz y Mina en 1834. Desde entonces el cuarentaiunismo estuvo en el poder dominante de la Diputación Foral de Navarra, manteniendo las prerrogativas fiscales y administrativas incluso durante la dictadura franquista, dado el apoyo recibido de Navarra en la guerra civil. En 1982 se pactó mediante negociación un estatuto de autonomía denominado Amejoramiento de Navarra configurando la actual Comunidad Foral Navarra.

## Conmemoraciones

### Cañones en el escudo de Guipúzcoa

Escudo de Guipúzcoa luciendo los cañones y que estuvo vigente desde el año 1513 a 1979.

La reina Juana I de Castilla el 28 de febrero de 1513 otorgó al escudo de Guipúzcoa doce cañones en representación de los que los guipuzcoanos oñacinos habían capturado en la denominada batalla de Velate a las fuerzas navarro-gasconas. Las mismas se encontraban en retirada tras el cerco realizado a la ciudad de Pamplona en el otoño del año anterior, y no hubo casi enfrentamiento, con el abandono de los cañones para facilitar la huida de la retaguardia. Se intentó la supresión de los mismos en 1931, 1936 y 1976, para finalmente lograr su retirada por las Juntas Generales de Guipúzcoa el 2 de julio de 1979.

### Placa y monumento a San Ignacio

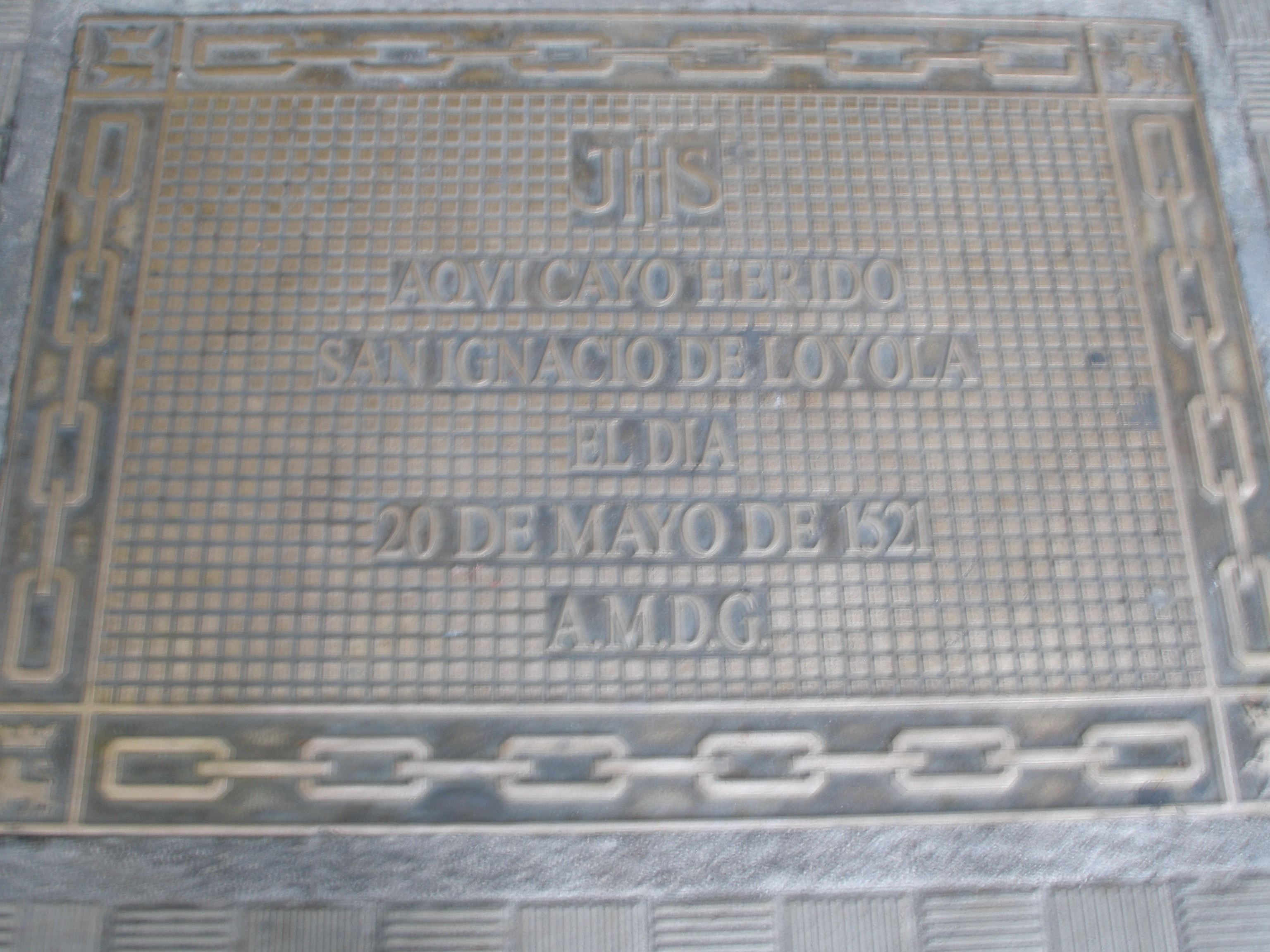
Placa que conmemora en la calle en el lugar donde cayó herido Ignacio de Loyola.

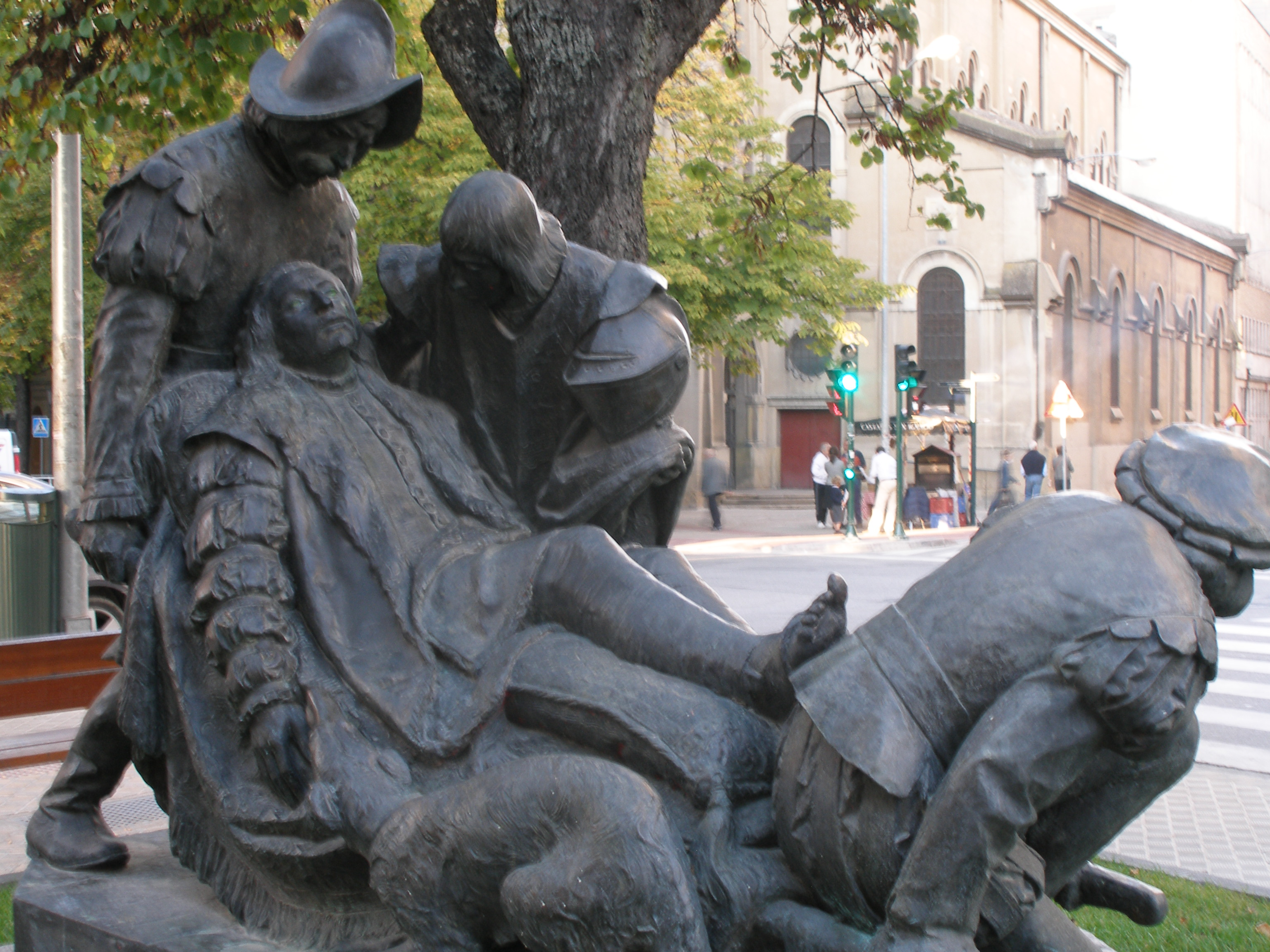
Monumento a San Ignacio en Pamplona, al fondo su basílica.

En 1601 el virrey de Navarra Juan de Cardona y Requesens mandó colocar un arco y una lápida conmemorativa en el lugar en el que cayó herido en 1521 el entonces militar y luego santo Ignacio de Loyola. En esa ubicación estuvo la fortaleza de Santiago o castillo "viejo", construida tras la invasión de 1512 y en la que los defensores castellanos, entre los que se encontraba, se encastillaron ante el alzamiento ocurrido en la ciudad y posterior llegada de las tropas franco-navarras. Un mortero le hirió gravemente en las piernas. Ésta lápida hoy se encuentra en el patio de la Cámara de Comptos. En la misma situación a finales del siglo XVII se construyó la basílica de San Ignacio, quedando dicha lápida en una pared del interior de la iglesia. En 1927, durante la construcción del Segundo Ensanche, se derribó parcialmente, por lo que quedó este punto en el exterior, colocando en su acera la placa que se encuentra en la actualidad.
En 1950 se realizó y colocó una réplica en piedra del monumento existente en el Santuario de Loyola en Azpeitia, en el que el capitán herido es llevado a casa por porteadores. Se situó en la avenida de San Ignacio de Pamplona, en las proximidades de donde cayó herido. En el año 2005 se cambió por una réplica en bronce.

### Fiestas de San Bernabé en Logroño
Las Fiestas de San Bernabé son las fiestas patronales de la ciudad riojana de Logroño. Se celebran en torno al día 11 de junio, festividad de San Bernabé, patrón de la ciudad, para conmemorar la victoria del 11 de junio de 1521 ante las tropas del rey Enrique II de Navarra, dirigidas por André de Foix, señor de Lesparre. En 2015 fueron declaradas Fiestas de Interés Turístico Nacional.

### Monolito en Maya

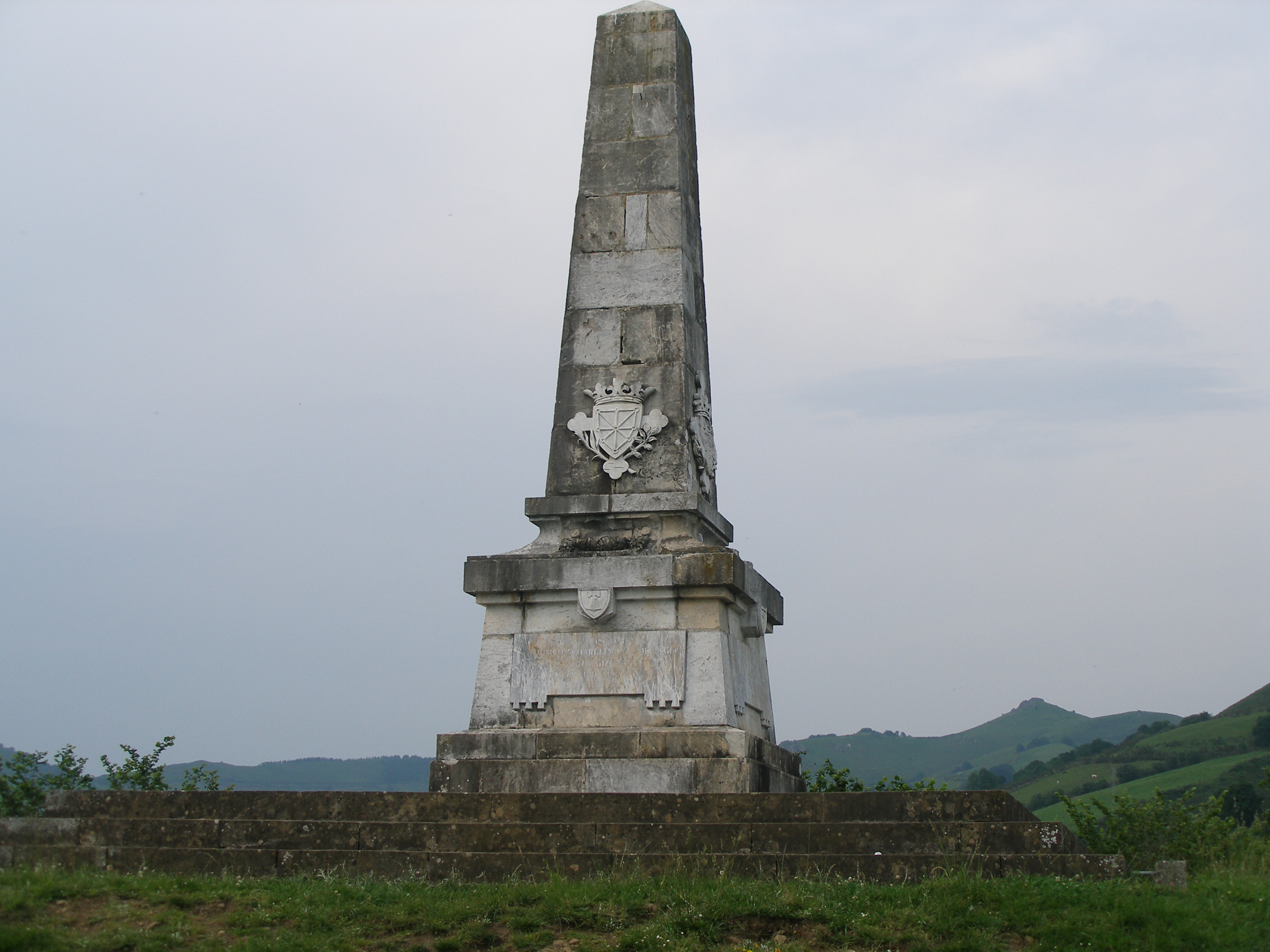
Monolito en recuerdo a los defensores de la independencia de Navarra en donde estuvo el castillo de Maya.

En lo alto del monte Gaztelua, donde se encontraba el castillo de Maya, el 30 de junio de 1922 se inauguró un monolito obra del arquitecto Serapio Esparza patrocinado por la Diputación Foral de Navarra y las diputaciones vascas. Este monumento fue volado con dinamita de forma terrorista en la noche del 26 al 27 de julio de 1931, cuando los ayuntamientos de Navarra estaban debatiendo el Estatuto de Estella. Fue reconstruido y reinaugurado el 10 de octubre de 1982. En él figuran las siguientes inscripciones conmemorativas; el primer texto está repetido también en euskera:

“A los hombres que en el castillo de Maya pelearon en pro de la independencia de Navarra, luz perpetua. 1522”.

“1522 Juan de Orbara, abad de Urdax. Jaime Vélaz de Medrano, alcalde del castillo de Maya. Miguel de Jasso, señor de Xavier. Luis Vélaz de Medrano. Juan de Jasso. Víctor de Mauleón. Juan de Aguerre, de Echalar. 1922”

“Navarra agradecida a los postreros defensores de la independencia de Navarra. 1522-1922".

### Monumento a la batalla de Noáin
En las proximidades de Noáin-Esquíroz, en un cerro sobre esta llanura, se encuentra un monumento en recuerdo de la batalla de Noáin, realizado por Joxe Ulibarrena en 1996. Esta batalla ocurrida en 1521 y en la que perdieron la vida más de cinco mil personas fue determinante para el control definitivo de Navarra por Castilla
En este lugar, los partidarios de recobrar la soberanía de Navarra se reúnen todos los años en el último domingo de junio.

### Monumento al Resistente Desconocido

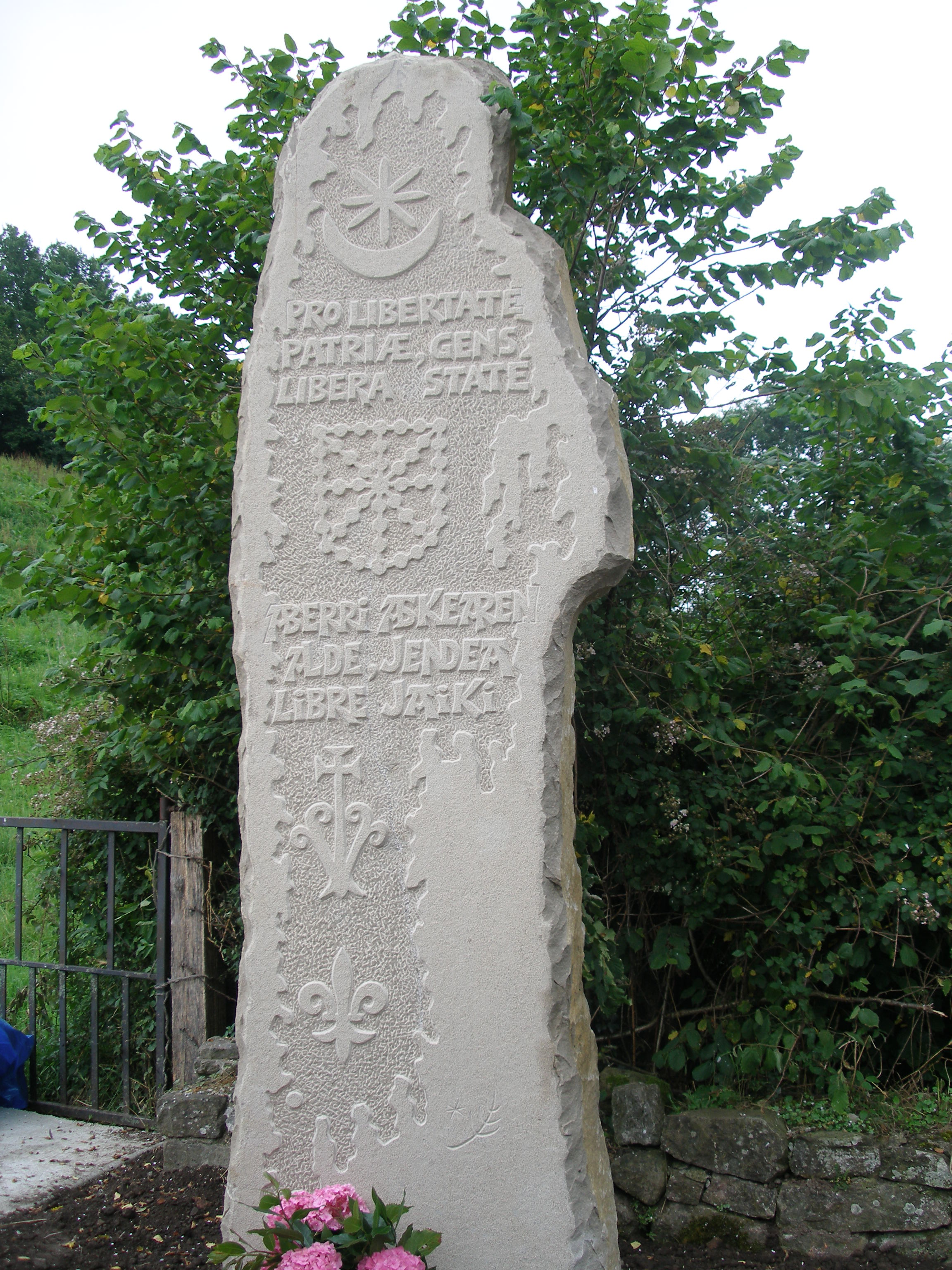
Monumento al Resistente Desconocido.

En la localidad de Maya, al pie del monolito donde estuvo el castillo de Maya, el 21 de julio de 2007 se inauguró un "Monumento al Resistente Desconocido", realizado por Pello Iraizoz. Está tallado en piedra arenisca, y en la que se ha inscrito el lema “Pro libertate patria, gens libera state” ("De pie la gente libre a favor de la libertad de la patria"), de los Infanzones navarros, y que también figura en euskera. En su parte superior está el carbunclo (figura estrellada), simbología de arte popular que fue origen del escudo de Navarra y que utilizó Teobaldo I de Navarra. Más abajo se ve este símbolo al que se le añadieron unos dibujos esféricos en sus brazos, que en siglos posteriores se convirtieron en cadenas. En la parte inferior aparecen imágenes relacionadas con los distintos soberanos navarros y que han figurado en la numismática navarra.

### Aniversario para el 2012

#### Comisión Organizadora de Conmemoraciones de 2012
El Gobierno de Navarra creó en marzo de 2007 una comisión para conmemorar el octavo centenario de la batalla de las Navas de Tolosa y el quinto de la conquista de Navarra por las tropas del Duque de Alba. 
La comisión tuvo como fin estudiar, conocer y divulgar estos sucesos históricos. La comisión fue presidida por el presidente del Gobierno de Navarra Miguel Sanz Sesma, y contó entre sus vocales al ministro de Cultura César Antonio Molina Sánchez, y ambos presidieron la reunión constitutiva de esta Comisión el 12 de enero de 2009. 
La comisión estuvo integrada además por distintos cargos orgánicos del Gobierno de Navarra como el consejero de Cultura y Turismo, el consejero de Educación, el director general de Cultura-Institución Príncipe de Viana, el directo general de Relaciones Institucionales, el director general de Comunicación-Oficina del Portavoz del Gobierno de Navarra, el director general de Ordenación, Calidad e Innovación, y el director general de Patrimonio Histórico.
Así mismo, integraron la comisión los alcaldes de Pamplona y Saint-Palais; el arzobispo de Pamplona, y un representante por las universidades navarras: Universidad Pública de Navarra, Universidad de Navarra y Universidad Nacional de Educación a Distancia y cinco personalidades de prestigio de los ámbitos histórico, cultural y geográfico. La comisión se encargó de organizar un congreso internacional sobre la Conquista de Navarra, exposiciones, conferencias y la edición de libros.

#### Manifiesto 1512-2012, Conquista de Navarra
En abril de 2008 diversas personalidades del ámbito cultural vinculadas al nacionalismo vasco suscribieron un manifiesto con el título "1512-2012, Conquista de Navarra" en el que consideran que hay un desconocimiento de la historia navarra en la población, que ésta se oculta desde las fuentes oficiales y además reclama el derecho a recuperar esta soberanía. El manifiesto estaba encabezado por el escritor Pablo Antoñana. Dicho manifiesto fue criticado por el político y escritor Jaime Ignacio del Burgo por considerarlo una tergiversación de la historia y un ejercicio voluntarista de manipulación de los acontecimientos transcurridos.